# Ibers
Els ibers són un conjunt de pobles que les fonts clàssiques (Hecateu de Milet, Aviè, Heròdot, Estrabó, etc.) identifiquen a la costa oriental de la península Ibèrica amb aquest nom, almenys del segle vi aC ençà. Tot i que les fonts clàssiques no sempre coincideixen en els límits geogràfics precisos ni en l'enumeració de pobles concrets, sembla que la llengua és el criteri fonamental que els identificava com a ibers, atès que les inscripcions en llengua ibèrica apareixen, a grans trets, en el territori que les fonts clàssiques assignen als ibers: la zona costanera que va des del sud del Rosselló fins a l'Alacantí, que penetra a l'interior per la vall de l'Ebre, per la vall del Segura i per la vall alta del Guadalquivir.
El concepte de cultura ibèrica no és un patró que es repeteix de manera uniforme en cadascun dels pobles identificats com a ibers, sinó la suma de les cultures individuals que sovint presenten trets similars, però que es diferencien clarament en d'altres i que, a vegades, comparteixen amb pobles no identificats com a ibers. Així, cal destacar l'ús de dos sistemes d'escriptura diferents al nord i al sud, l'ús exhaustiu de l'escriptura al nord enfront de l'ús residual al sud, l'absència d'escultura al nord que contrasta amb les manifestacions brillants del sud, l'ús de falcates al sud i d'espases cèltiques tipus La Tène al nord, grans tombes i monuments funeraris al sud, en contrast amb els petits túmuls i esteles inscrites del nord, decoració ceràmica geomètrica al nord i figurada al sud, etc.
La variant íber, que se sent a voltes, és errònia.

## Extensió territorial

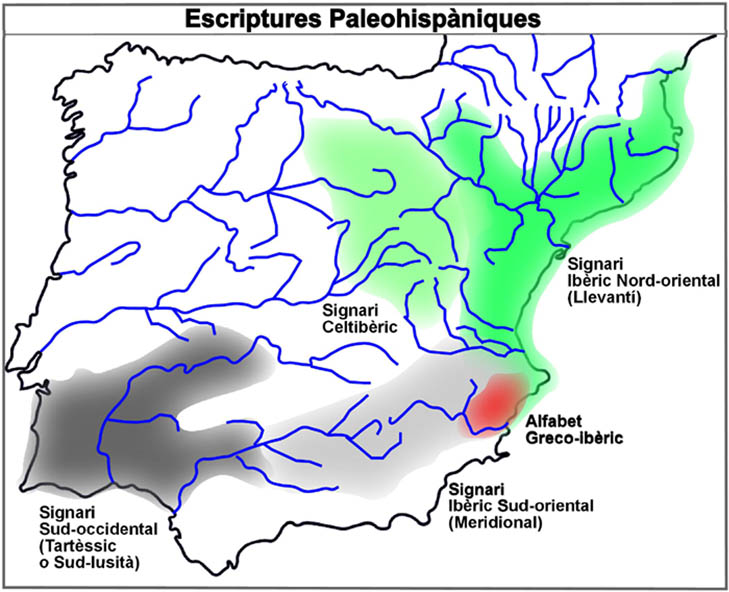
Escriptures paleohispàniques

L'anomenada cultura ibèrica tingué la seva màxima expansió territorial aproximadament entre la desembocadura del riu Roine i Cadis i abraçava així gran part de la costa mediterrània occidental. Aquesta cultura florí des del segle vi al ii o el i aC, depenent de la romanització de cada zona en concret. Diversos autors grecs dels segles vi i iv esmenten els pobles que habitaven la façana mediterrània de la Península. Justament són esmentats per primer cop a l'Ora Maritima d'Aviè, escrita al segle iv, però que es basa en un periple del segle vi aC, possiblement redactat a partir d'un original fenici. En els versos 472 i 474 llegim: «I, al davant de les Illes, els ibers estengueren el seu domini fins als Pirineus, establerts àmpliament al llarg de la Mar Interior».
A part del periple copiat per Aviè, els autors clàssics (grecs i romans) que parlen dels ibers anomenats com a tals se situen cronològicament entre el segle ii aC i el ii dC, és a dir, en plena època romana: ens referim a Apià, Estrabó, Polibi i Ptolemeu, bàsicament.
Els autors de l'antiguitat dividiren aquesta civilització en diferents pobles o ètnies, que acabaren consolidant-se en el segle v aC, encara que, com afirmen Molinos i Ruiz (1993), no s'ha de confondre els termes ètnia i estat, ja que una formació política (estat) pot abraçar diverses ètnies (igual que succeeix en l'actualitat), o una ètnia pot estar fraccionada en diversos estats (cas de l'actual Kurdistan). Per tant, només ens podem fiar de l'arqueologia, de les poques inscripcions ibèriques i del testimoni dels clàssics per a establir l'abast de les formacions polítiques de la façana mediterrània hispànica de l'edat del ferro.

### Pobles ibers
Entre els diferents grups considerats comunament com a ibers hi ha els següents: elísics, sòrdons, ceretans, airenosis, andosins, bargusis, ausetans, indígets, castel·lans, lacetans, laietans, cessetans, ilergets, iacetans, suessetans, sedetans, ilercavons, edetans, contestans, oretans, bastetans i turdetans.

## Origen i influències culturals
La regió on es va parlar la llengua ibèrica presenta diversos substrats culturals; el més ancestral seria la cultura cardial del primer neolític, d'origen oriental; durant l'època calcolítica, el nord desenvoluparà el megalitisme, l'inici de l'edat del bronze està marcat per la difusió de la cultura del vas campaniforme, des d'on es desenvoluparan diversos grups culturals regionals durant la resta del període. És evident que en l'actualitat desconeixem quina llengua o llengües van parlar aquests grups culturals.

### Períodes clau

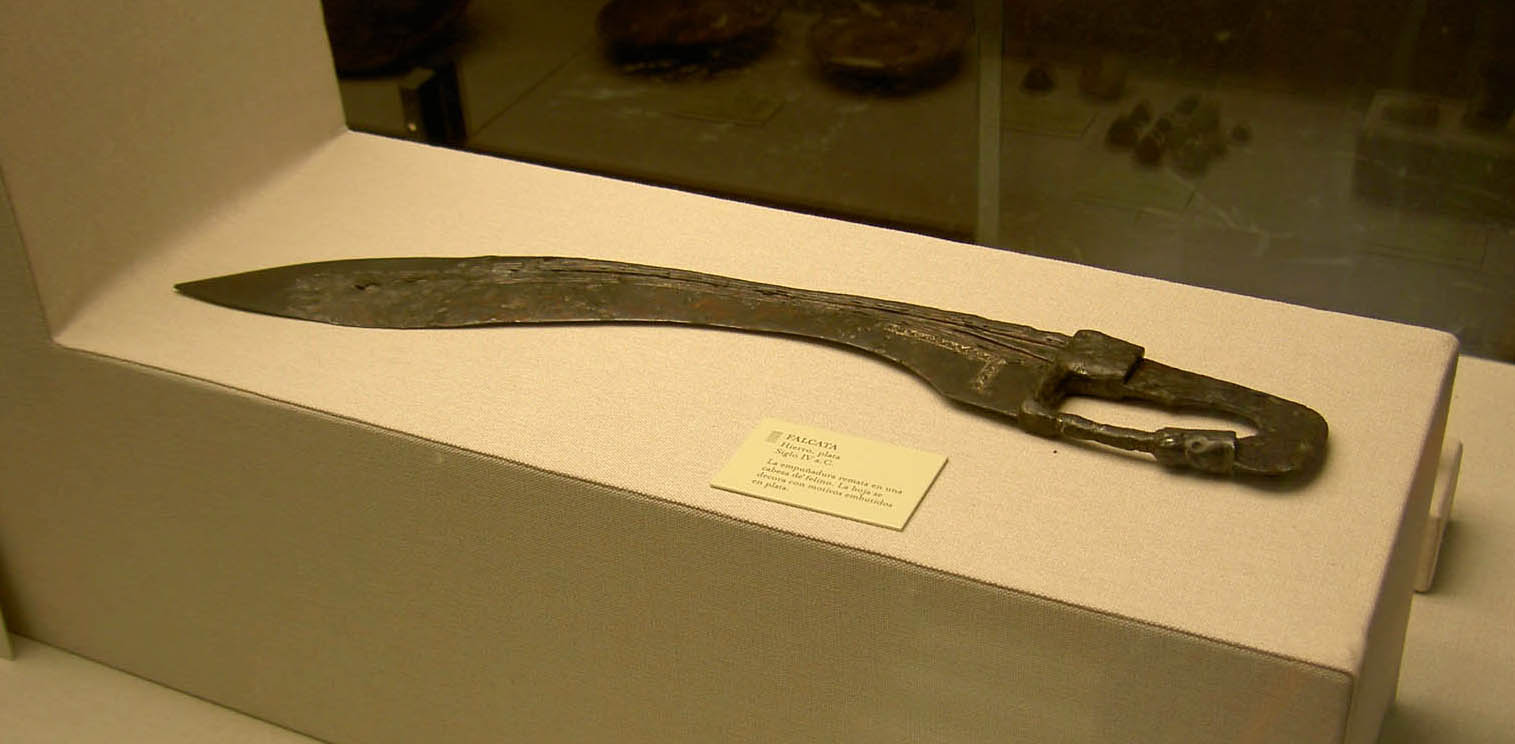
La falcata fou una de les armes característiques dels ibers

1. Segle vii aC. Presa de contacte entre els colonitzadors grecs i els pobles ibers.
2. 650-200 aC. Desenvolupament i plenitud de la cultura ibèrica.
3. Segle iii aC. Guerres Púniques.
4. Revolta ibera de 195 aC. Després de la batalla d'Emporion, els romans consoliden la presència a la península Ibèrica.
5. Segle ii-i aC. Procés de romanització, pel qual la població ibera resta sotmesa i la cultura ibera decau progressivament fins a ser engolida per la cultura llatina.

### L'arribada dels indoeuropeus
Sabem que els primers pobladors indoeuropeus establerts a les nostres terres havien vingut de l'Europa central cap al segle xv aC. En primer lloc colonitzaren, sembla que de manera pacífica, les terres situades al nord del curs de l'Ebre i a poc a poc les penetracions d'aquests pobles s'estengueren per quasi tota la península. Així, segons Villar (1996), a Catalunya, al País Valencià i al sud peninsular, hi ha indicis de toponímia protoindoeuropea, pertanyent al llenguatge que aquest indoeuropeista anomena antic europeu, parlat abans de l'arribada dels celtes a la península (s. viii aC). És el cas de molts noms de lloc (especialment de rius) i d'alguns noms comuns (com, per exemple, la paraula turó). García Alonso (2004) també ha documentat molts topònims indoeuropeus a la meitat nord de Catalunya.
Després de travessar la cadena pirenaica probablement a través del Rosselló, l'Empordà i la Cerdanya, els indoeuropeus acabarien imposant-se, entre el 1200 i el 900 aC (època dels urnenfelder o camps d'urnes), sobre les poblacions autòctones catalanes. S'instal·laren especialment a les planes costaneres de l'Empordà, el Vallès, el Penedès, el Camp de Tarragona, a més de l'Urgell. Altres autors com Santacana (1987) o Ibáñez (2002) rebaixen al segle ix aC la data d'arribada d'aquestes poblacions al nord-est peninsular i sembla que, en el segle vi aC, se'n produïren les últimes onades migratòries. Aquestes gents, que alguns historiadors ja consideren celtes, tingueren una gran influència en la formació de la cultura ibèrica al territori català. Així, aportaren novetats com el poblament en llogarrets fortificats situats en turons, la planta rectangular de les cases, fetes amb sòcol de pedres i fang i amb parets de tàpia (com així es veu al poblat de Cortes de Navarra), l'arada de ferro, la devotio al cabdill, i el ritual típicament indoeuropeu de la incineració del cadàver amb la deposició de les cendres en una urna que era dipositada en un clot a terra. D'aquí la denominació de cultura dels camps d'urnes. Altres innovacions en foren, segons Almagro (1945), noves espècies d'animals com vaques lleteres, porcs «celtes», el cavall domesticat, així com diverses varietats de cereals. Tot això sense comptar amb les novetats en el terreny de les armes.
Aquesta gent es barrejaran amb la massa de població autòctona i formaran un nou grup ètnic que amb l'esdevenir del temps acabarem per conèixer com a ibers.
La presència d'un adstrat procedent dels camps d'urnes a la Catalunya costanera del nord del Llobregat quedaria reflectida amb la presència d'alguns déus com Bel (Rubí) o Herotoragus (Rellinars), que tenen paral·lelismes en el món gal del sud de França i topònims com Burriac, lloc on se situà el poblat més important dels laietans. A més, M. Pilar García-Bellido (1998) també assenyala que la propensió a la còpia de la moneda aliena que practiquen els pobles preromans de l'actual Catalunya, que cerca el caire decoratiu de les línies, són característiques típiques de les monedes cèltiques. També alguns elements del folklore català, especialment al del nord del país, tenen clares reminiscències cèltiques o indoeuropees, com la creença en les bruixes, els follets, les dones d'aigua… García Alonso (2004) afirma que una sèrie de penetracions gàl·liques ja d'època tardana, és a dir, del segle i aC, imposarien sobre un substrat iber (que, en tot cas, ja havia rebut indoeuropeització amb la vinguda de les gents dels «camps d'urnes») uns topònims clarament celtes a la meitat nord de Catalunya i potser alguns dels elements culturals que hem esmentat.

### L'origen del poble ibèric
Pel que fa al poble conegut per les fonts com a iber, posterior a aquestes penetracions, hi ha tres grans corrents teòrics: el que considera que és un producte de la influència dels pobles colonitzadors sobre les poblacions indígenes (el més simple al nostre entendre) i no va haver cap invasió; el que, a part d'aquest impacte colonial, creu que aquest concepte és ètnic i designa un determinat poble que va néixer al sud-est de la península (la zona ocupada actualment per les províncies d'Alacant i Múrcia aproximadament) i que posteriorment expandí els seus estímuls culturals i, probablement, també part de la seva població cap al nord; i el que proposa una expansió de nord a sud seguint la fase d'expansió de la cultura dels Camps d'Urnes.
En tots tres casos, es rebutja la idea del seu origen nord-africà, que havia estat estesa durant els anys 60 i 70 i que partia de les tesis de Pere Bosch i Gimpera. Aquest historiador i arqueòleg, en la seva obra Etnologia de la península Ibèrica (1932), afirmava que els ibers històrics haurien sorgit de poblacions sahariano-camítiques del nord d'Àfrica, emigrades a la península en època prehistòrica i que haurien donat lloc, en un primer moment, a la cultura eneolítica d'Almeria. No obstant això, recents investigacions mostren una gran barrera genètica entre les poblacions espanyola i nord-africana causada per l'estret de Gibraltar i que les coincidències culturals entre ambdues regions es deuen a aportacions culturals d'origen oriental.
El SE peninsular havia estat en íntim contacte en l'edat del coure amb la cultura d'Almeria, que evolucionaria cap als horitzons d'El Argar en l'edat del bronze. També fins a aquesta zona (que és l'àrea nuclear ibèrica, segons terminologia de molts autors) també s'havia estès la cultura tartèssia, originària del SO peninsular durant la primera meitat del primer mil·lenari. El llegat d'aquella civilització es va veure enriquit amb el contacte dels pobles colonitzadors i en aquesta zona del SE, així com a la zona de Jaén (on la cultura ibèrica, al segle vi i v assoliria la seva màxima esplendor en l'època anomenada ibèric antic), sorgiria el brou de cultiu que donaria lloc a la civilització ibèrica. A més, l'espasa-tipus ibèrica, la falcata, es troba bàsicament al SE hispànic i a les tombes més riques, cosa que denota una ideologia aristocràtica i guerrera propícia a l'expansionisme territorial. Pel que fa a la identitat d'aquest poble, només sabem que Aviè anomenava els habitants del sud-est hispànic gimnetes i esmenta la seva influència tartèssia. Més tard, hi aparegueren els contestans (província d'Alacant), mastiens (Múrcia) i bastetans (Granada i Almeria, aproximadament).
D'aquesta manera, suposadament els caps ibèrics del sud conqueririen els antics pobles preexistents a la façana mediterrània fins a arribar al SE de França, on sotmeteren els ligurs fins a la ratlla del riu Erau i, més tard, del Roine. Sembla, segons alguns autors, que també s'establiren a l'Aquitània (SO de França). El pseudoEscílax de Carianda, autor d'una compilació de textos efectuada en la segona meitat del segle iv aC, afirma que els misgetes van ser el resultat de la fusió entre els ligurs autòctons i els ibers conqueridors i que s'estenien entre el Roine i el Pirineu. Padró i Sanmartí (1992) també consideraven aquests misgetes com el resultat de la barreja entre els ibers i la població que habitava la Gàl·lia meridional. En canvi, Hecateu de Milet, en una època anterior, el segle vi aC, en la seva obra Éthnika, ens esmenta els misgetes com a habitants la zona que va des del Garraf fins als rius Orb i Erau. Algun temps després, cap al segle iv, els ibers abandonarien el sud de França i retrocedirien cap als Pirineus: així el pseudoEscílax de Carianda ens diu que la colònia d'Emporion, ja en territori ligur, marcava el límit nord del poble iber en aquesta època. Possiblement, en el segle iv, la població de la meitat nord de Catalunya ja estaria prou iberitzada perquè el pseudoEscílax ja només considerés misgetes els habitants al nord dels Pirineus, que ja havia estat abandonat pels ibers. Tanmateix, tot això només són especulacions.
En tot cas, ja al segle ii aC es considera els Pirineus com la frontera entre el món ibèric i el celta (gàl·lic), com, per exemple, ens diu Polibi en la seva Historia (vol. iii, 39), quan indica que aquesta cadena muntanyenca separa celtes d'ibers.
Pel que fa a la imposició (forçada?) de la seva llengua en aquesta expansió cap al nord, molts estudiosos, en l'actualitat, pensen que l'ibèric era la llengua original de les poblacions d'aquest nucli del SE i que s'estengué cap al nord fins a arribar al sud de França, en un primer moment, com a llengua franca, per afavorir els intercanvis comercials. Posteriorment, la població acabaria per assumir-la com a pròpia, si bé aquesta teoria ha sigut criticada per diversos autors:
| «                                                                        | (en castellà) La abundancia de antropónimos ibéricos en Pamplona y Huesca, y más aún en las zonas ibéricas mediterráneas, resta verosimilitud a la hipótesis de que el ibérico sea una lengua meramente vehicular que hace algún tiempo promueve J. de Hoz (1993). No es verosímil que la gente ponga generalizadamente a sus hijos nombres en una lengua de uso meramente vehicular y no en la suya propia. | » |
| — F. Villar i A. Prosper, Vascos, Celtas e Indoeuropeos, Salamanca, 2005 | |   |

Pel que fa a la difusió d'elements de cultura material i població, i no sols de la llengua, d'aquest centre nuclear del SE, tenim com un dels principals defensors Josep Barberà (1990) i Enric Sanmartí, que argumenten que l'expansió vers el nord fou bastant ràpida. Gimeno i Izquierdo (1990) han adoptat la data del segle vi aC per a l'arribada de grups ibèrics a l'actual costa catalana procedents del sud. Aquesta teoria ha sigut criticada perquè no seria la més econòmica:
| « | (en castellà) Sobre un substrato lingüístico pre-indoeuropeo se introducirían pequeñas islas lingüísticas de indoeuropeo (alteuropäisch), muy probablemente hablado por las gentes de Campos de Urnas. Con el tiempo el substrato indígena pudo ser el que se impuso y eso explicaría el empleo posterior de la lengua ibérica en todo el nordeste peninsular, ya que esta hipótesis resulta más plausible que la de una indoeuropeización total y un posterior desplazamiento, también total, por el íbero. | » |
| — Gonzalo Ruiz Zapatero: El substrato de la Celtiberia Citerior: el problema de las invasiones; Poblamiento celtibérico, coord. por Francisco Burillo Mozota, 1995 | |   |

Pel que fa a la possibilitat que la cultura ibèrica s'estengués de nord a sud, una teoria recent (Ballester, 2001) proposa que els Pirineus orientals van ser el nucli central de la llengua ibèrica, ja que només aquesta situació explicaria les afinitats fonètiques i lèxiques amb el grup bascoaquità dels Pirineus occidentals, afinitats que devien ser molt antigues, ja que no van poder afectar també el celtiber. Una altra possibilitat és responsabilitzar de les afinitats entre iber, basc i aquità a un origen cultural comú i que, segons Jesús Rodríguez, seria la cultura centroeuropea dels Camps d'Urnes, cosa que per a Javier Velaza faria que l'iber s'hauria estès de nord a sud, ja que la presència d'aquesta cultura és més antiga al nord i perquè la unitat lingüística de l'iber només es pot entendre com a producte d'una expansió recent.

### La influència dels pobles colonitzadors

#### Grecs, fenicis i cartaginesos

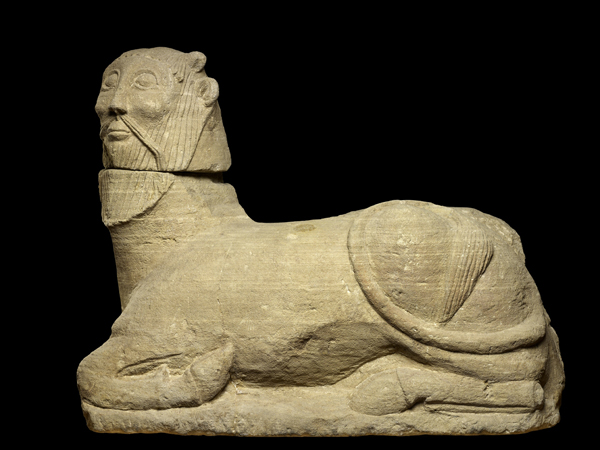
Esfinx de Balazote (Albacete), de suposada influència fenícia

Ja des del 800 aC (encara que, segons les fonts clàssiques, la ciutat fenícia de Gadir —l'actual Cadis— fou fundada cap al 1100 aC) els fenicis, i en una època posterior (segle vi aC) els grecs, viatjaven cap a Occident a fi de cercar metalls i terres per cultivar. Producte dels intercanvis comercials i culturals dels indígenes del SO de la península amb els nouvinguts, en aquesta zona florí la refinada civilització de Tartessos, rica en recursos miners que tant interessaven fenicis i grecs. Aquesta cultura estava molt influenciada per les factories fenícies de la costa andalusa. En realitat, durant el segle vii aC, tingueren una gran importància els fenicis en la conformació del substrat sobre el qual actuarà la cultura ibèrica. L'expansió dels comerciants fenicis s'estengué també cap al NE peninsular en aquesta època, concretament a partir de la segona meitat del segle vii aC. Obtenien de les nostres terres metalls, productes agraris i esclaus, fins al 570 aC, en què la seva hegemonia seria substituïda per la dels grecs. És també en el segle vii aC quan es fundà la colònia fenícia d'Ebusim, a l'illa d'Eivissa. I ja abans que es fundés la ciutat de Massàlia, al sud de França, a principis del segle vi aC, els etruscos, un poble procedent de la Itàlia central, exportaren els seus productes a les costes del golf del Lleó. Per altra banda, cap al 600 aC, aparegueren al golf de Roses les ciutats gregues de Rhode (Roses) i, una mica més tard, cap al 575 aC, aproximadament, Emporion (Empúries), fundada pels massaliotes. Aquesta petita ciutat, però, en el seu primer segle de vida, és només un port redistribuïdor de productes manufacturats entre els indígenes i sembla que no tindrà un territori propi (khora) fins al segle v aC. Així, etruscos (en menor grau), fenicis i grecs, als quals s'afegiran els cartaginesos el segle iv aC, van contribuir amb les seves aportacions a la formació del que anomenem cultura ibèrica.
La cultura ibèrica, en tot cas, segons Santos (1989), presenta com a elements distintius la ceràmica a torn, un incipient urbanisme i l'ús del mineral de ferro per a la confecció d'armes i eines. Nosaltres hi afegiríem l'escriptura i l'evolució gradual cap a un model semiurbà de societat que els romans accelerarien notablement en benefici seu, com també per alguns trets mediterranis com el culte a la Dea mare, testimoniat per les abundoses troballes de terracotes que representen la dea Tanit-Demèter.

## Llengua i escriptura

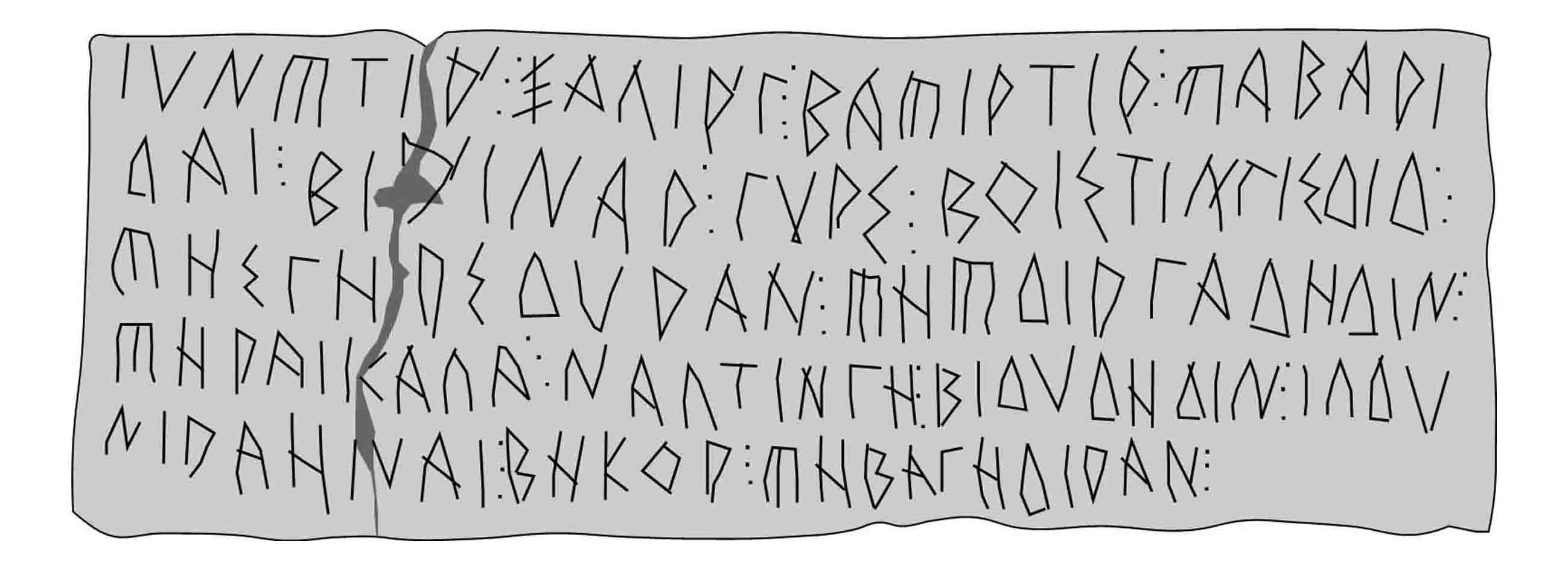
Plom de la Serreta d'Alcoi (text ibèric en alfabet grecoibèric)

La llengua dels ibers està documentada per escrit fonamentalment en escriptura ibèrica nord-oriental i residualment en escriptura ibèrica sud-oriental i en alfabet grecoibèric. Els textos en llengua ibèrica es poden llegir gairebé sense dificultats, però en la seva major part són incomprensibles, atès que la llengua ibèrica és una llengua sense parents prou propers per a ser útils en la traducció de textos. Una de les escasses excepcions són els textos curts que només contenen noms de persones, atès que l'antroponímia ibèrica és un dels aspectes més ben coneguts de la llengua ibèrica, gràcies a les inscripcions llatines.

## Estructura social
En aquest medi, potenciat per les influències colonials que actuaven des de la costa, les primitives formacions tribals heretades de l'edat del bronze van començar a entrar en crisi a partir del moment en què la demanda exterior va exigir la constitució d'unes comunitats estructurades, de manera que la producció i les xarxes de distribució estiguessin garantides per una autoritat central, amb la consegüent aparició d'aristocràcies i d'una divisió del treball cada vegada més acusada.

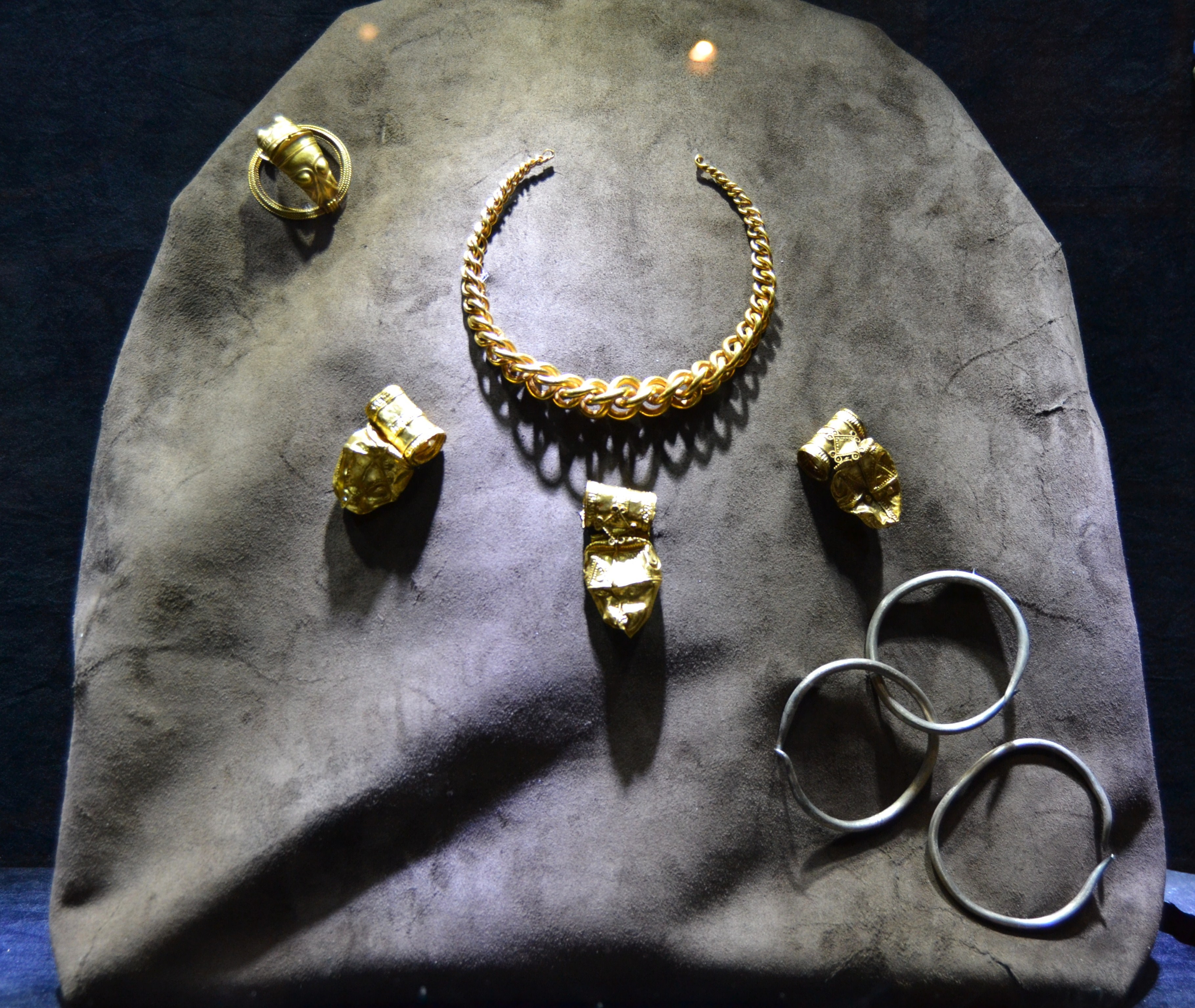
El Tresor de Xest

L'existència d'aquesta aristocràcia, la coneixem gràcies a l'arqueologia, i més concretament, a l'existència, al sud del País Valencià, d'una escultura animalística funerària de prestigi, elaborada amb pedra, que formava part de tombes més o menys monumentals datables des de final del segle vi al principi del segle iv, en les quals enterraven els membres de l'aristocràcia.
Certs indicis fornits per les fonts escrites relatives a les accions menades pels bàrquides durant la segona meitat del segle iii a la península Ibèrica, després de la derrota soferta en la primera contesa de Cartago contra Roma, assenyalen que, com a mínim als territoris meridionals ibèrics, s'havia desenvolupat una transformació de l'estructura del poder tendent a l'aparició de monarquies sovint hereditàries, un fenomen que sembla que també es va donar entre els ilergets de la Catalunya de Ponent.
Des del punt de vista de l'estratificació social, si hem de fer cas de les dades proporcionades per l'arqueologia, com a mínim pel que fa a Catalunya, l'excavació dels hàbitats ibèrics no mostra una diferenciació social gaire acusada, si cal jutjar a partir de l'amplitud i el confort d'uns habitatges respecte als altres, ni tampoc es detecten unes àrees que privilegiïn les pràctiques d'unes activitats econòmiques o laborals concretes. A l'hora de copsar diferències socials entre els membres d'una comunitat ibèrica, potser les necròpolis són els indrets on aquestes es poden manifestar amb més contundència, però això, que per exemple a Andalusia o al País Valencià és factible, al Principat ho és molt menys perquè el nombre de necròpolis descobertes fins ara en el seu àmbit territorial és molt migrat.
Pel que fa al control del territori, en una excavació urbana a Badalona es va trobar un segment de camí ibèric amb senyals que hi havia hagut fites o mil·liaris i edificis modests que s'han interpretat com a punts de control del trànsit. Si aquesta interpretació fos encertada, això denotaria l'existència d'un poder polític amb la capacitat de tenir una administració i de crear i gestionar una infraestructura pública. En qualsevol cas, la mateixa existència de camins ja comporta un cert grau de gestió pública i, per tant, política.

### Economia
Les fonts clàssiques no ofereixen pràcticament cap informació sobre l'economia dels ibers, per tant l'única font d'informació és la procedent de l'arqueologia.
Pel que fa a l'agricultura, els cereals van constituir la base de la producció: l'ordi, el blat dur, el mill, el panís, l'espelta, l'espelta petita, l'escanda i la civada. Una part de la producció es devia panificar, mentre que una altra part es dedicava a la producció de cervesa. Els llegums són el segon grup en importància: la llentia, el pèsol, la fava, etc. El lli era important, tant per l'obtenció de fibres per a fer teixits com d'oli. També la vinya era un conreu freqüent tant pel seu consum directe, com per la seva transformació en vi.

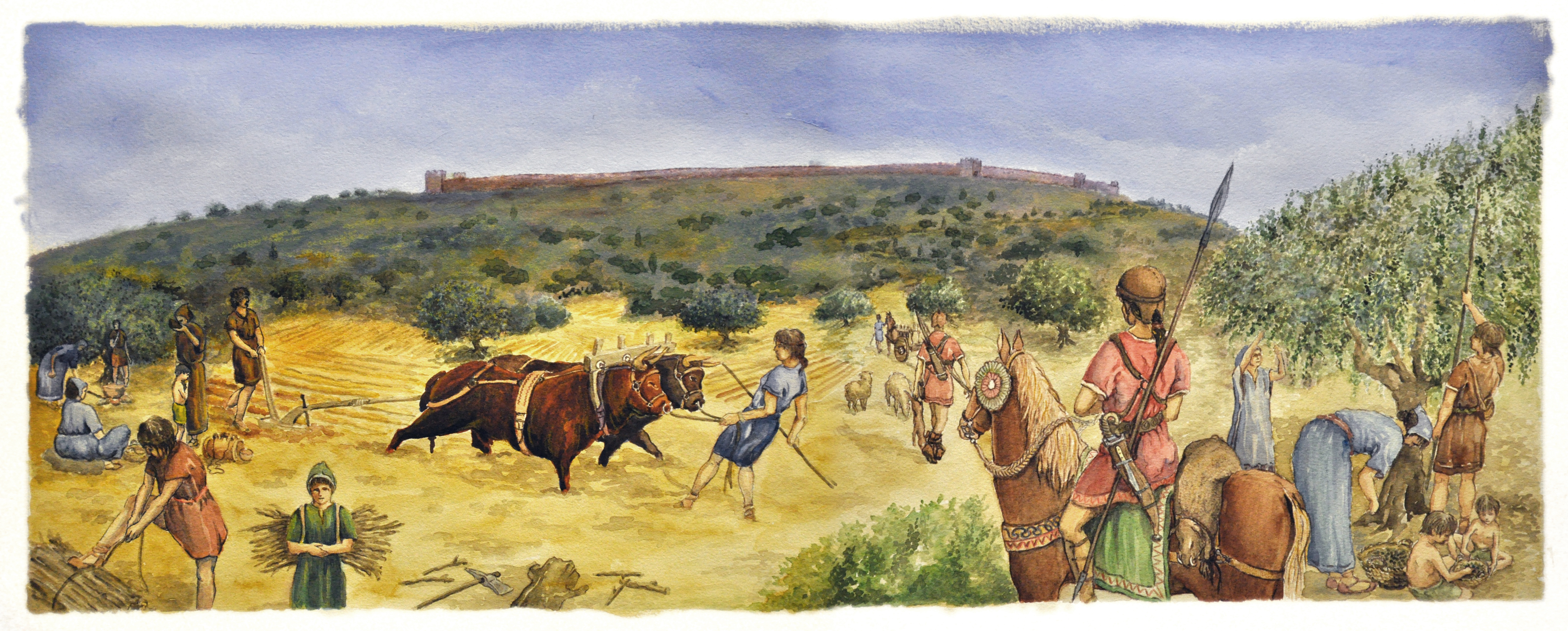
Representació de les activitats agrícoles fetes vora la Bastida de les Alcusses

Pel que fa a la ramaderia, els bòvids mascles eren explotats fonamentalment com a força de treball en l'activitat agrícola i les femelles per a l'obtenció de llet. Els porcs només eren usats per la seva aportació alimentària, mentre que cabres i ovelles serien usats per obtenir, de manera complementària, carn, llet i llana. Els cavalls serien animals de prestigi i útils per a la guerra. Pels poblats costaners, la pesca també devia ser una activitat important, atès que s'han trobat hams i ploms de xarxa, però no es coneixen els tipus de barques que empraven.
La metal·lúrgia del ferro s'aplica tant a la producció d'armes com una gran diversitat d'instruments de treball: relles d'arada, pics, destrals, aixades, magalls, falçs, tisores d'esquilar, etc. La metal·lúrgia del bronze s'aplica a la producció d'objectes personals: sivelles de cinturó, fíbules, agulles, anelles, arracades, etc. L'activitat tèxtil està ben documentada tant per algunes representacions iconogràfiques de dones filant com per la presència abundant de pesos de teler i fusaioles. Els ibers vestien roba de lli i llana. El teixit es realitzava dins les cases o a l'exterior, al costat de l'entrada. El procés d'elaboració d'un teixit constava de diverses fases: cardat de la llana, filatura i teixidura. La filatura es feia amb un fus de fusta en un extrem del qual es col·locava una fusaiola d'argila; la teixidura es realitzava en telers verticals formats per una estructura de fusta quadrangular en la qual s'agrupaven els fils, tibant-los amb ajuda de pesos d'argila. Amb la llançadora de mà es feia la trama passant horitzontalment els fils i alternant amb fils verticals. Als poblats ibèrics, aquesta activitat ha estat identificada gràcies a la presència de fusaioles, llavors de lli i restes de fibres. Altres activitats artesanals que hi tenien lloc però que són difícils de documentar són l'adobament de pells, el treball de l'espart i de la fusta, materials àmpliament utilitzats pels ibers.
La producció ceràmica és molt variada i de molt bona qualitat, amb pastes treballades, depurades i cuites a alta temperatura: àmfores per al transport, vaixella de taula, vasos d'emmagatzematge i per la transformació d'aliments, etc. Les decoracions acostumen a ser pintades en vermell, tant geomètriques com figuratives.
El comerç d'importació es documenta fonamentalment per la troballa de vaixella de taula i grans envasos de transport de productes alimentaris (vi, oli i salons de peix) grecs, fenicio-púnics, etruscs i romans. El comerç d'exportació es documenta mitjançant la troballa d'àmfores ibèriques al Llenguadoc, a Cartago i a Eivissa, que probablement contenien vi i cervesa. Els cereals, probablement, van constituir una gran part de les exportacions tenint en compte els grans conjunts de camps de sitges que es documenten al segle vi aC, coincidint amb la intensificació de les importacions. També els metalls devien ser objecte d'exportació: especialment el coure i la plata.

### Moneda

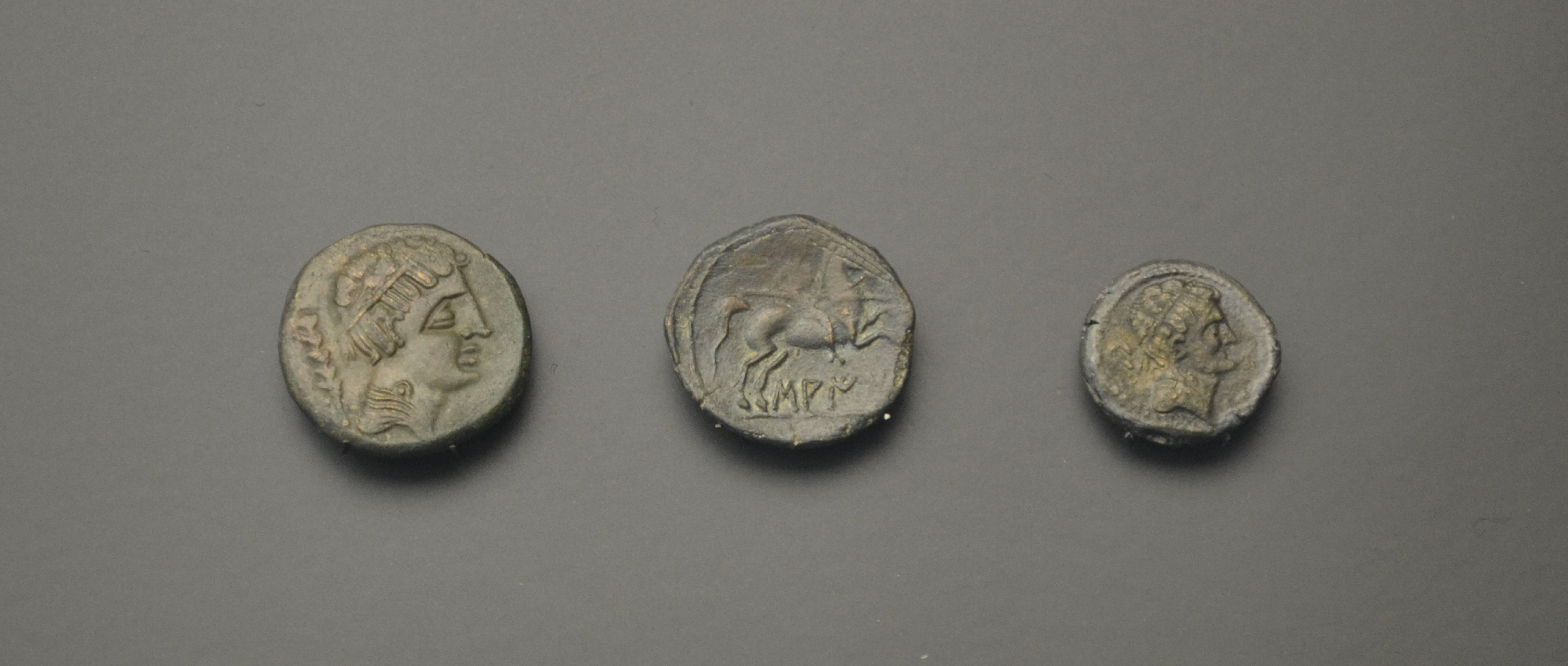
Monedes de Saitabi (Xàtiva)

Les primeres monedes que empren els ibers per a realitzar intercanvis comercials són les produïdes pels grecs a Empúries i Roses en el segle v aC. De fet, inicialment els ibers empraven la moneda fenícia i grega com a objecte exòtic d'ostentació. A finals del segle iv aC, s'encunya moneda a Arse, l'actual Sagunt. L'esclat de la Segona Guerra Púnica comporta la fabricació de gran quantitat de moneda de plata. Durant la dominació romana a la Hispània Citerior, la Hispània Ulterior i en poblacions celtiberes s'encunya moneda amb inscripcions iberes.
Aquestes monedes han esdevingut una eina privilegiada per a conèixer denominacions de poblacions, déus, mites o indumentària que d'altra manera haguessin restat en l'oblit.
Un exemple de moneda ibera seria el dracma de plata Barkeno, anomenat així per la llegenda que hi consta. Datada al segle iii aC, a l'anvers de la moneda hi ha un cap femení i al revers un cavall alat o Pegàs amb la inscripció Barkeno. Una se'n conserva al Museu de Copenhagen i també s'han trobat dracmes iberes amb aquesta llegenda en un jaciment de Salamanca. Es creu que aquestes monedes foren encunyades a l'assentament iber anomenat Barkeno, situat a la muntanya de Montjuïc (Barcelona).

## Religió
De l'existència de sacrificis d'animals entre els ibers, n'informa Estrabó, que diu que els ibers sacrificaven segons el ritual dels grecs, recollien sang en una pàtera, entonaven càntics i tocaven música de flautes. Molts dels exvots o petites figuretes de bronze trobades en els llocs de culte apareixen amb els braços oberts en actitud orant i en les decoracions pintades de la ceràmica del Puig de Sant Miquel (Llíria, València) apareixen sovint escenes de dansa ritual. Els cultes als avantpassats tenien lloc a les cases, mentre que els relacionats amb les forces de la natura es desenvolupaven en santuaris situats fora dels assentaments, tot i que, als jaciments més importants, es detecten edificis singulars que probablement tenien una funció religiosa.

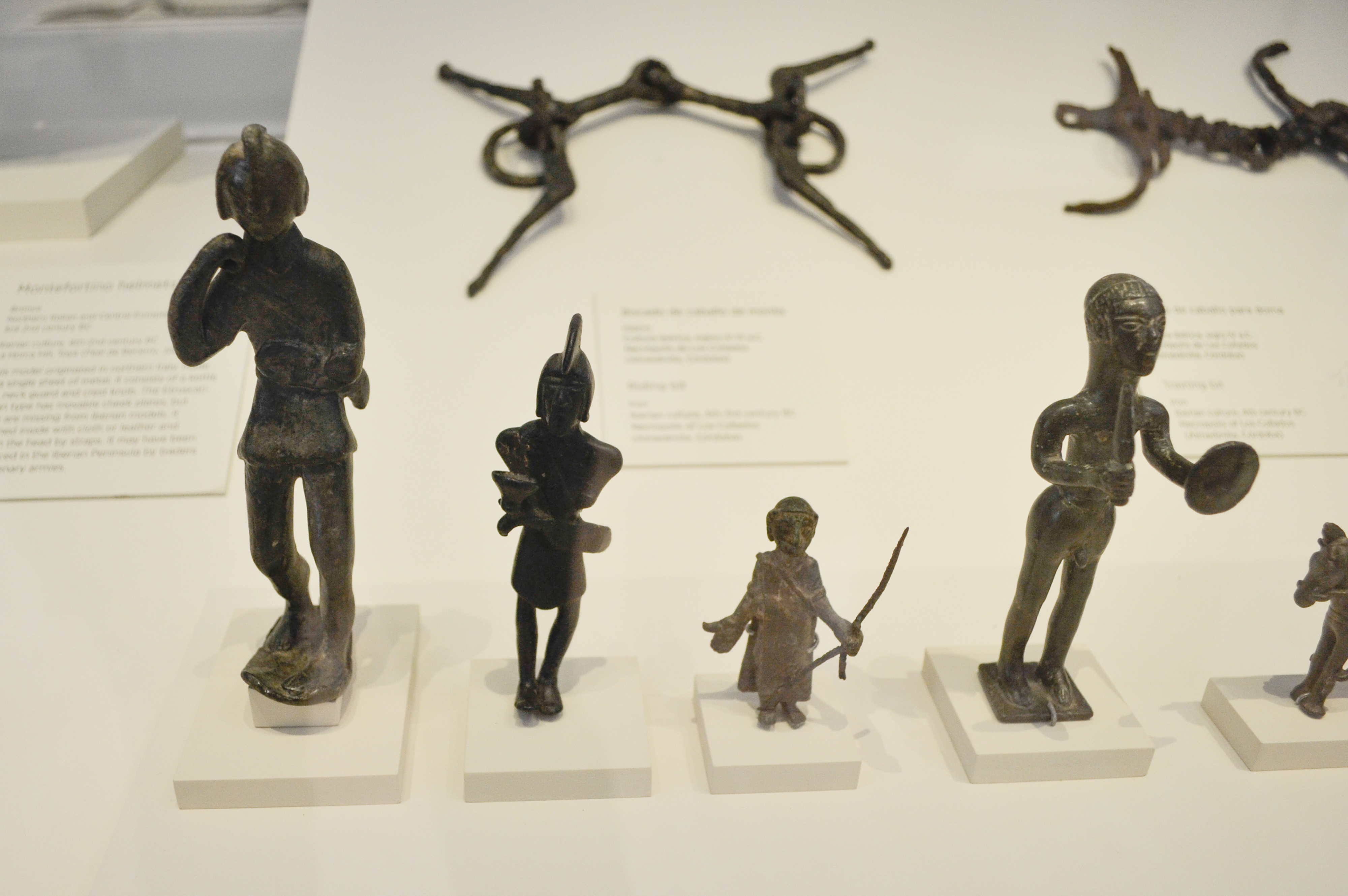
Exvots ibèrics del jaciment de Santa Elena (Jaén)

Un dels cultes més populars era el de Demèter, una divinitat grega femenina relacionada amb l'agricultura i la mort, assimilada en el món púnic a Tanit i que en el món ibèric estaria assimilada a alguna divinitat local. No es coneixen els noms de les divinitats ibèriques, tot i que en dues inscripcions llatines apareixen citades dues divinitats de nom cèltic: Herotoragus i el déu Seitundus. En el món ibèric meridional, hi ha evidències de la heroïtzació de personatges humans: és el cas del santuari del Pajarillo (Huelma, Jaén).
Els cadàvers eren cremats vestits, sovint amb les seves armes i altres objectes personals. Les restes eren rentades abans de ser col·locades en una urna que s'enterrava en un clot acompanyada d'objectes personals i d'altres ofrenes. Al sud són molt freqüents les grans tombes i els monuments funeraris, al nord només es documenten petits túmuls i esteles a vegades inscrites, com la trobada a Rubí. Tot i que la incineració és pràcticament universal entre els ibers, cal destacar que és molt freqüent la inhumació de nadons dins de les cases.
Pel que fa als aspectes ideològics del ritual d'incineració, es pensava que el cadàver del difunt es convertia en fum que ascendia al Cel. En cas d'un guerrer traspassat, les armes eren doblegades i cremades al foc funerari. Posteriorment, les brases s'apagarien possiblement amb vi i la resta dels ossos que no s'havien cremat es rentaven i eren dipositats a l'urna. Tot seguit, se celebrava un àpat funerari, que era més sofisticat com més alta era la jerarquia del personatge sepultat, que precedia a la cerimònia de la libació o vessament de vi sobrant d'aquest banquet i es col·locaven ofrenes d'aliments a la tomba. També es trencaven de manera ritual els vasos ceràmics que havien estat utilitzats en l'àpat i es dipositaven al costat de l'urna. Així es procurava que l'ús dels vasos finalitzés amb la vida del propietari. Aquest ritual de trencament de vaixella ceràmica es troba constatat fins al segle iii aC a les necròpolis ibèriques. A les necròpolis iberes documentades, els vasos ceràmics formaven part de les ofrenes o aixovar funerari, i també l'armament.

## Art
Les millors manifestacions de l'art iber són escultòriques, realitzades en pedra i bronze. Les restes conservades en fusta i ceràmica, en ser materials peribles, són escasses.
L'àrea d'expansió de l'escultura ibèrica no és gaire gran, encara que sí molt diversificada, la qual cosa va afavorir una gran varietat regional propiciada, en bona part, per les riqueses naturals i els trets culturals de cada zona. Les seues manifestacions se centren en tres àrees: Andalusia, el centre de la península Ibèrica i el País Valencià.
L'àrea andalusa, de Huelva i Granada, és d'una gran complexitat per la influència cultural dels pobles colonitzadors orientals que s'hi havien instal·lat amb anterioritat (fenicis, grecs, etc.) i per la tradició deixada pels tartessis. La proliferació de restes arquitectòniques i escultòriques, així com mostres d'orfebreria i ceràmica són els trets més distintius d'aquesta regió. Junt amb aquest corrent oriental, s'aprecia a Andalusia una altra d'origen hel·lènic, que s'introdueix des de les costes alacantines cap al sud, present en el Conjunt de Porcuna i al Jaciment d'Osuna (del segle iii aC).
A l'interior, als Santuaris de Despeñaperros i Castellar (Jaén), s'han recollit petits exvots i figuretes de bronze.
A l'est de la península Ibèrica, en l'antiga Edetània, les manifestacions ibèriques mostren grans vinculacions, no solament amb les velles tradicions dels primers pobladors del bronze i del ferro, com per exemple en la incineració com a sistema d'enterrament, sinó també amb els corrents orientals aportats pels colonitzadors grecs, dels quals recullen característiques pròpies del període arcaic grec, tracten els mateixos temes —esfinxs, grifs—, i utilitzen decoració geomètrica en la ceràmica, amb fons grocs o lleugerament rogencs. Aquest corrent mediterrani es transmet a zones aïllades de la vall de l'Ebre, on es barreja amb els substrats cèltics i posteriorment romans.

Ceràmica
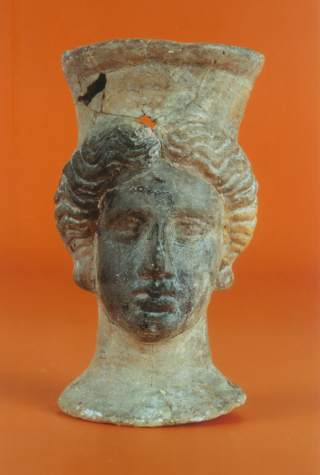
Vas funerari de Lucèntum
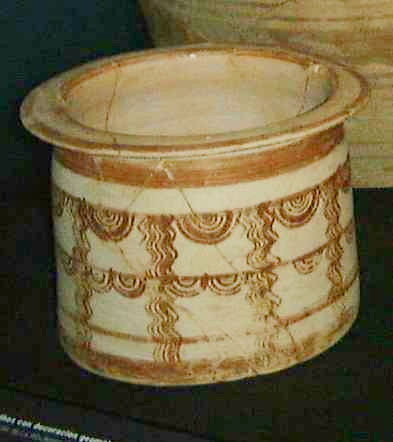
Kalathos de Lucèntum
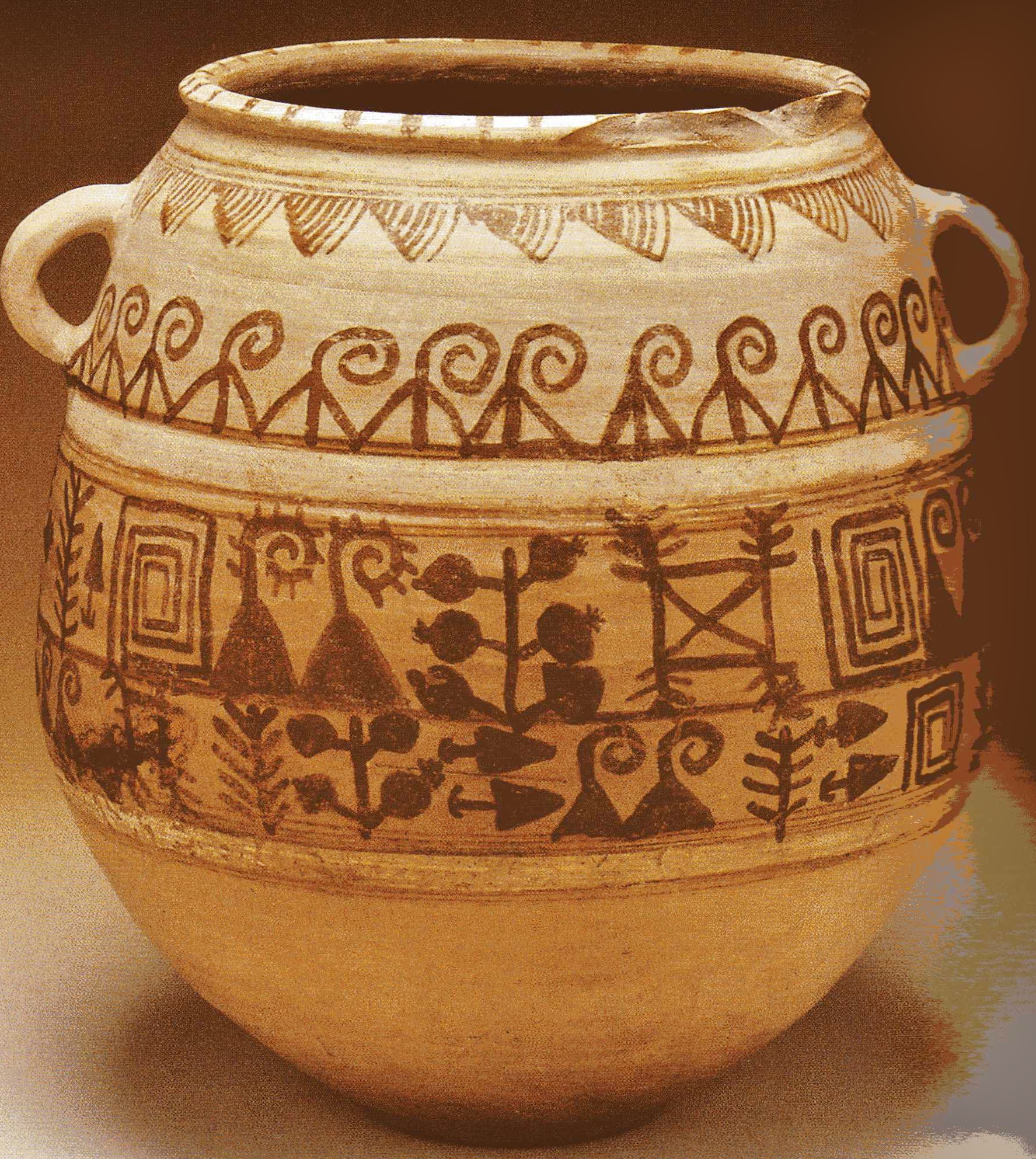
Vas del Cigarralejo, Mula (Múrcia)
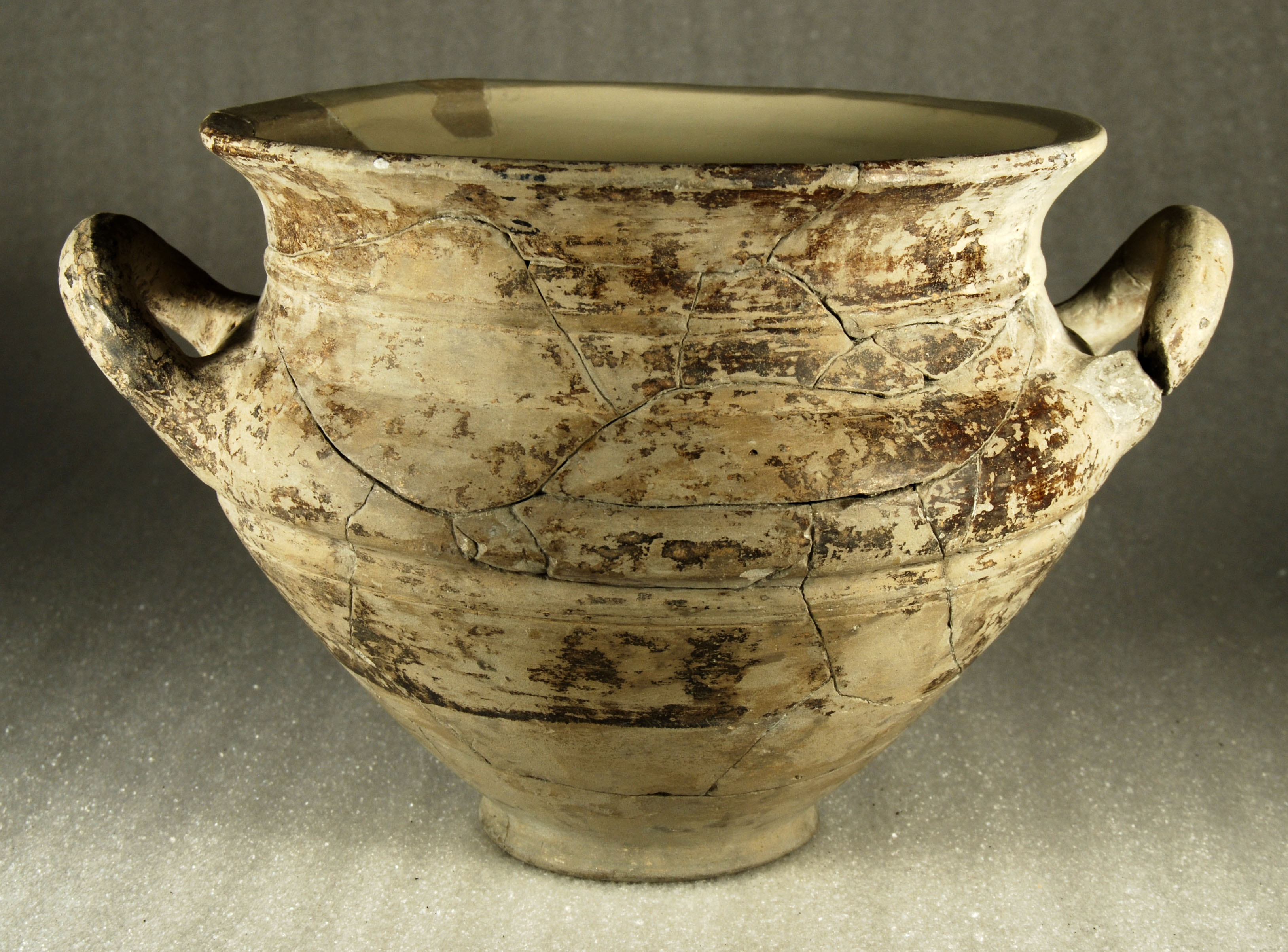
Escif de Darró
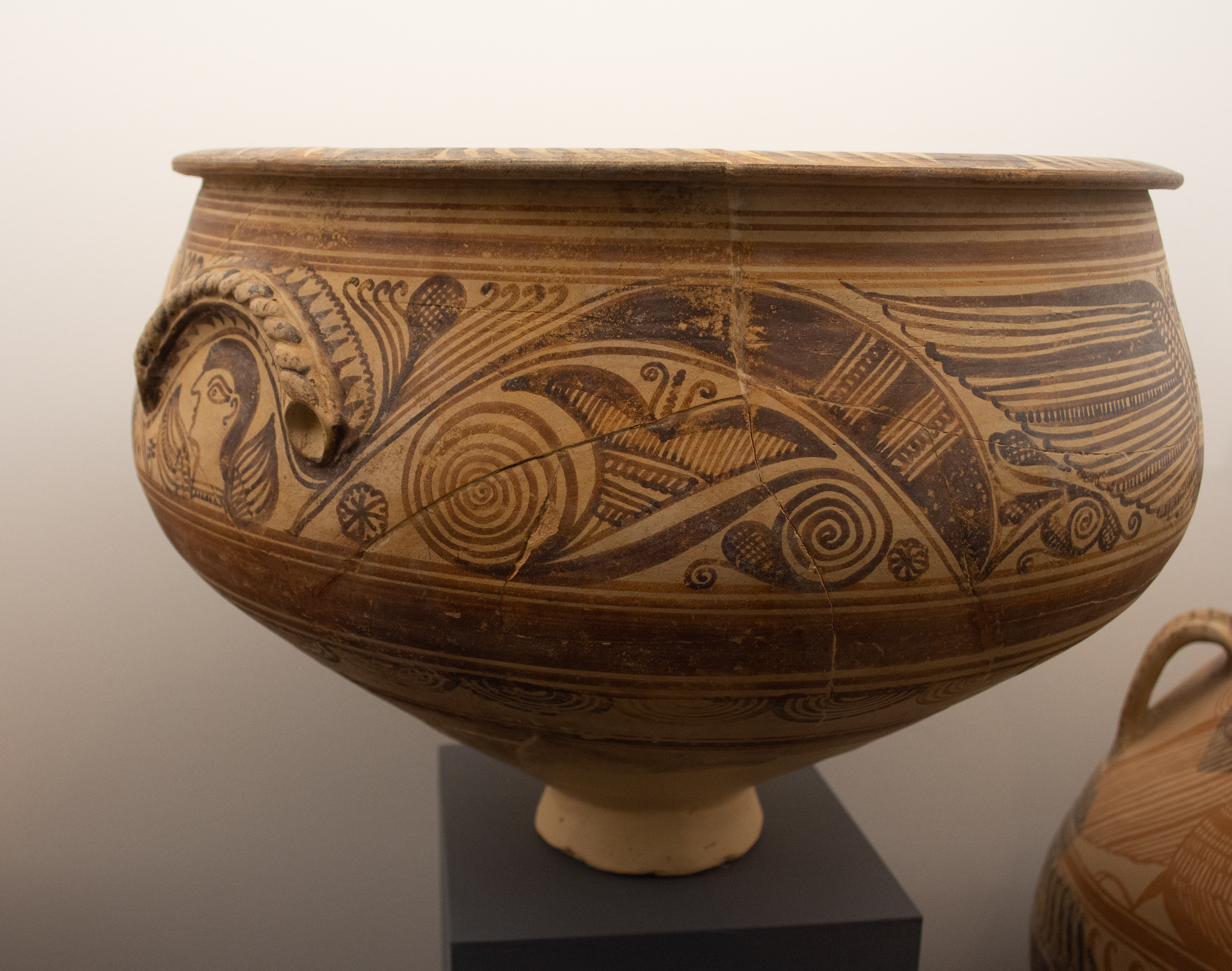
Lebes al Museu de l'Alcúdia
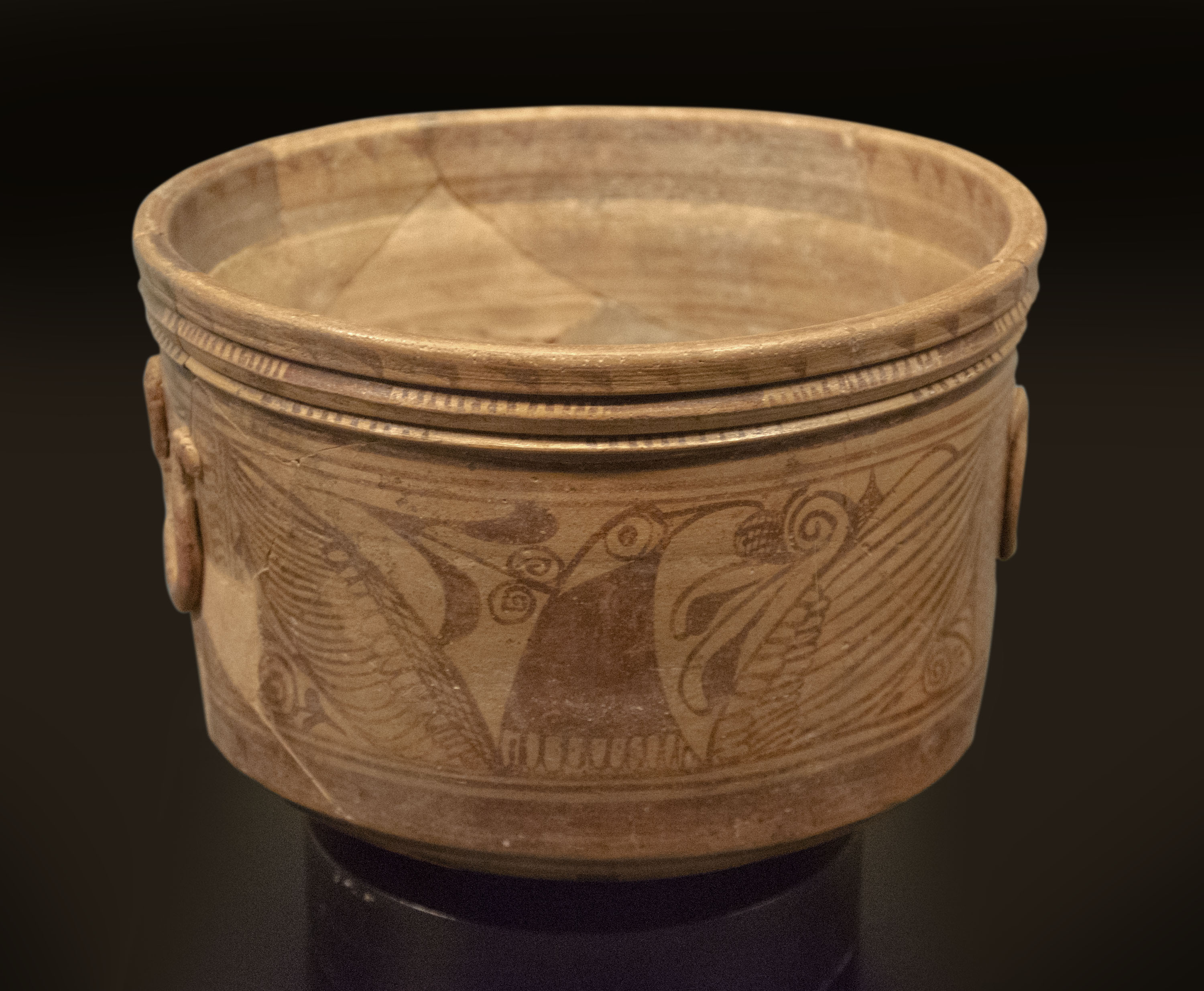
Ceràmica al MAHE

L'activitat més coneguda de l'art ibèric és l'escultura figurativa, amb xicotetes estàtues de bronze, utilitzades com a ofrenes o exvots, i estàtues de pedra de major mida. Els jaciments més importants són els santuaris del Cerro de los Santos i el de Llanos de la Consolación, a Albacete; el santuari del Collado de los Jardines, a Despeñaperros (Jaén) i el del Cigarralejo a Múrcia.
Entre les escultures realitzades en pedra, classificables segons la seua finalitat funerària o religiosa, es troba la Dama de Baza i la Dama d'Elx (Museu Arqueològic Nacional de Madrid), que presenten una rica decoració i que serviren d'urna funerària. Més primitiva que les anteriors, i amb finalitat religiosa, és la Gran Dama Oferent (del segle vi aC), procedent del Cerro de los Santos, en la qual s'aprecien les influències arcaiques de la plàstica grega en la llarga vestimenta de profunds i geomètrics plecs.
D'aquesta mateixa època és la Bicha de Balazote (Museu Arqueològic Nacional de Madrid), relacionada amb els bous antropocefàlics mesopotàmics i éssers d'aspecte ferotge del món hitita.

Escultura
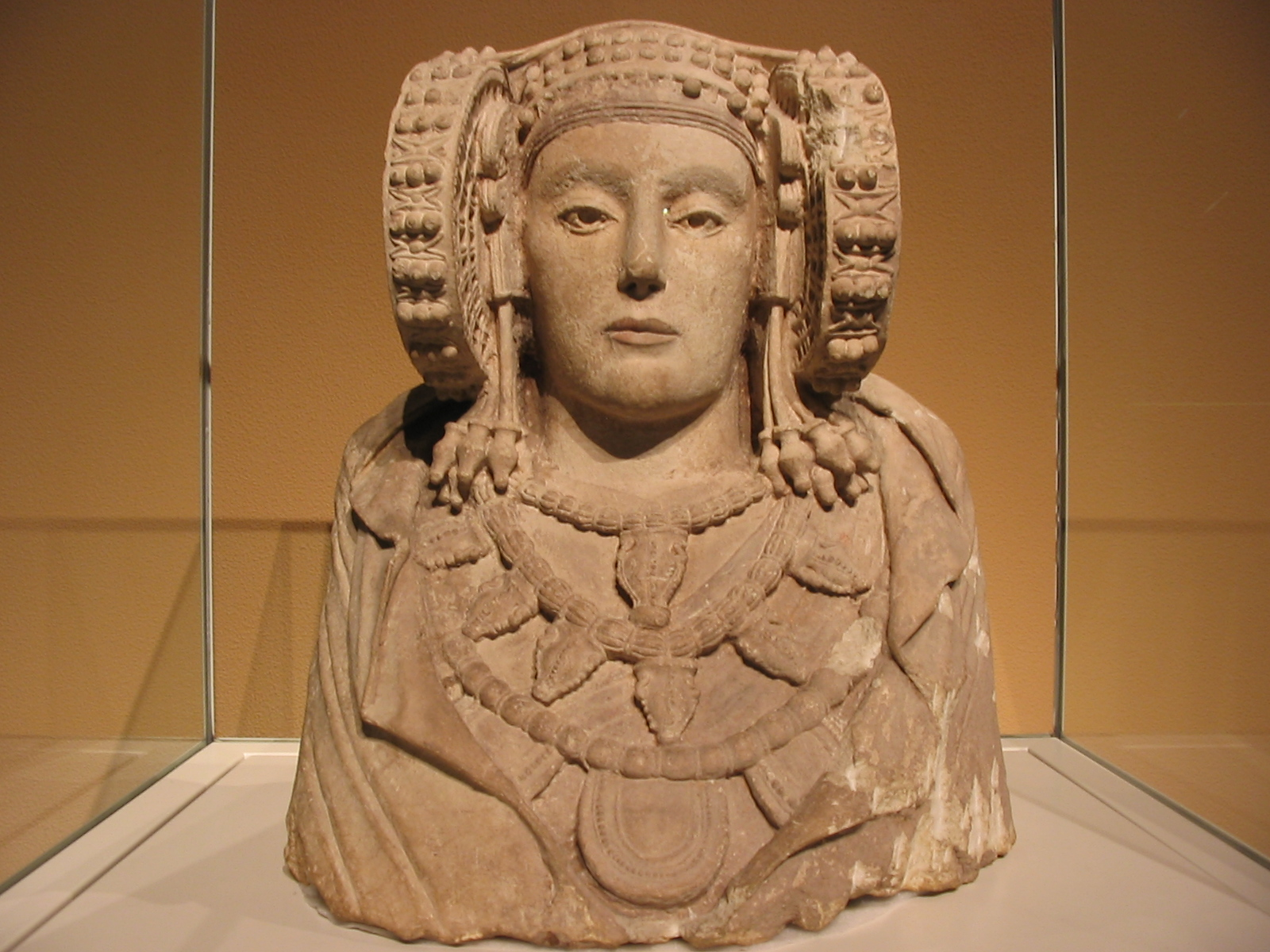
La Dama d'Elx
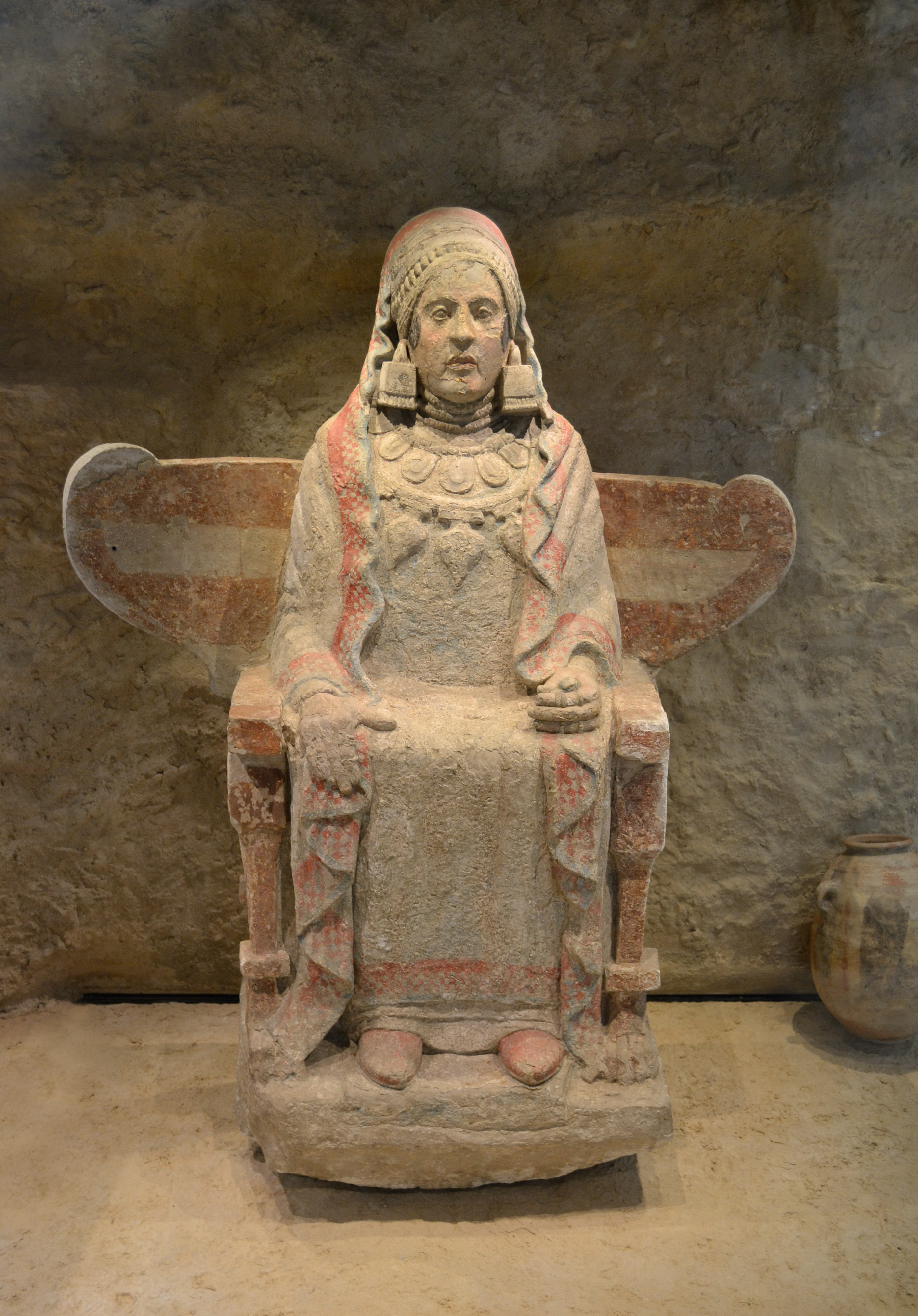
La Dama de Baza
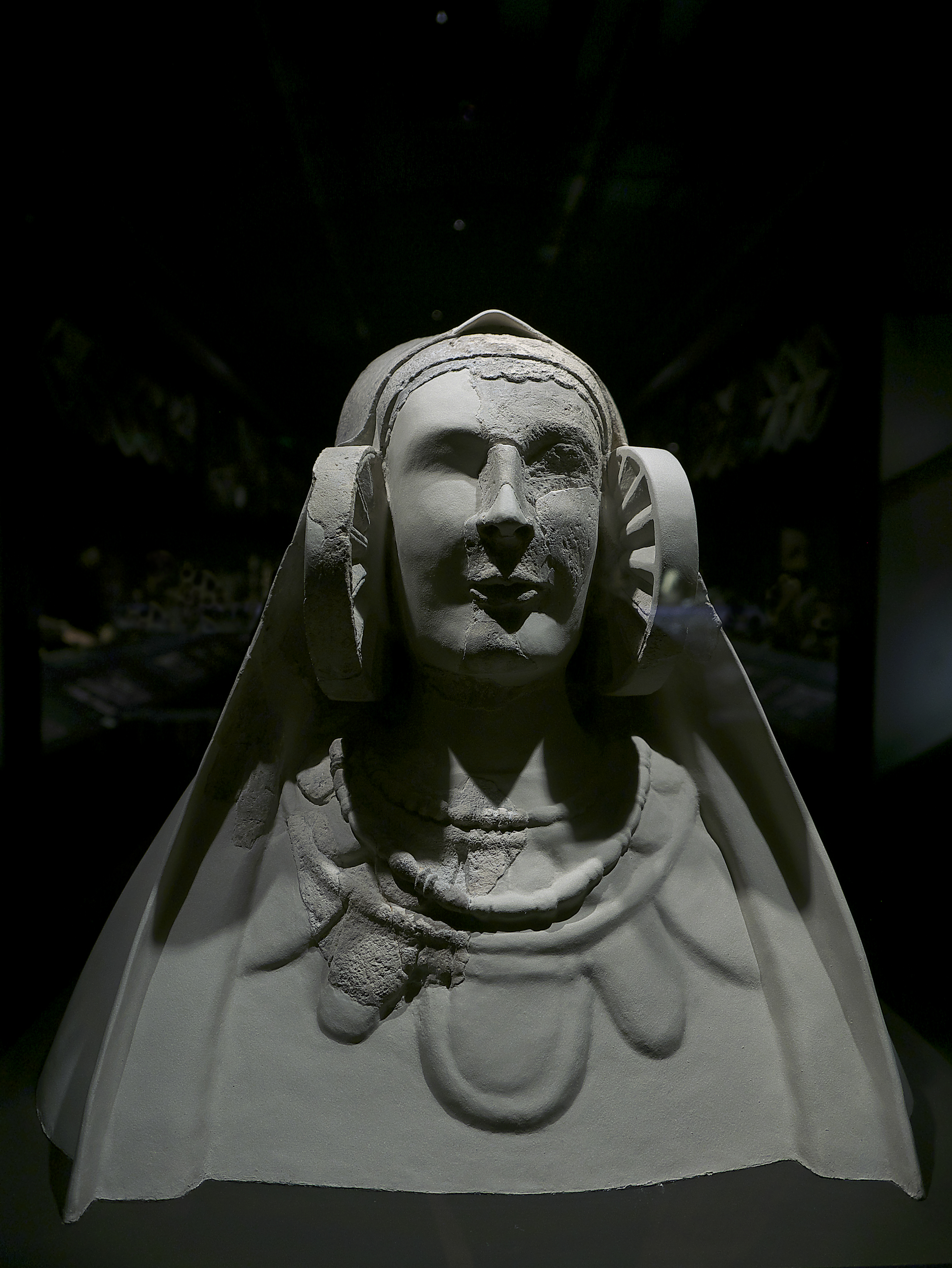
La Dama de Guardamar
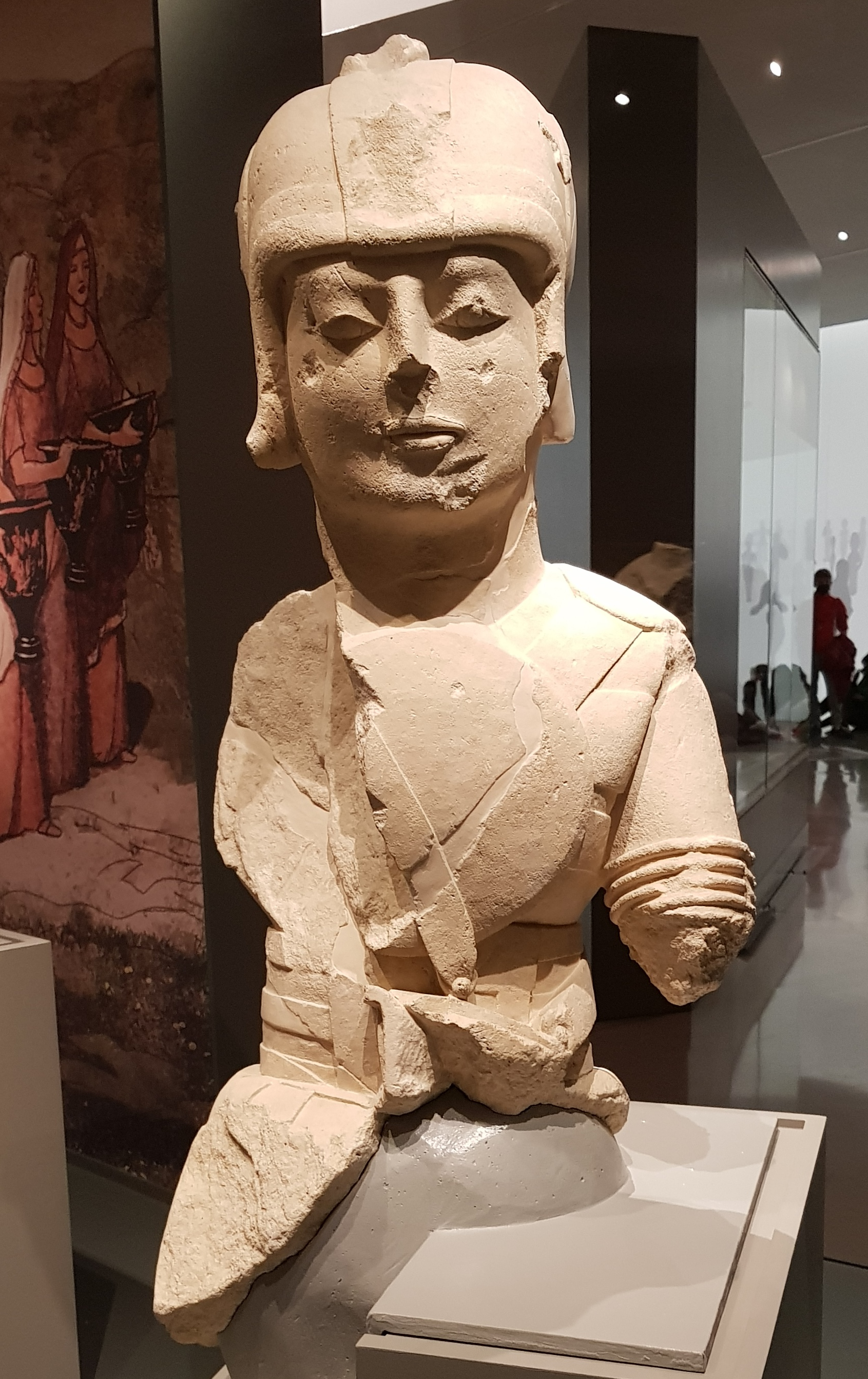
El Guerrer de la doble armadura de Porcuna
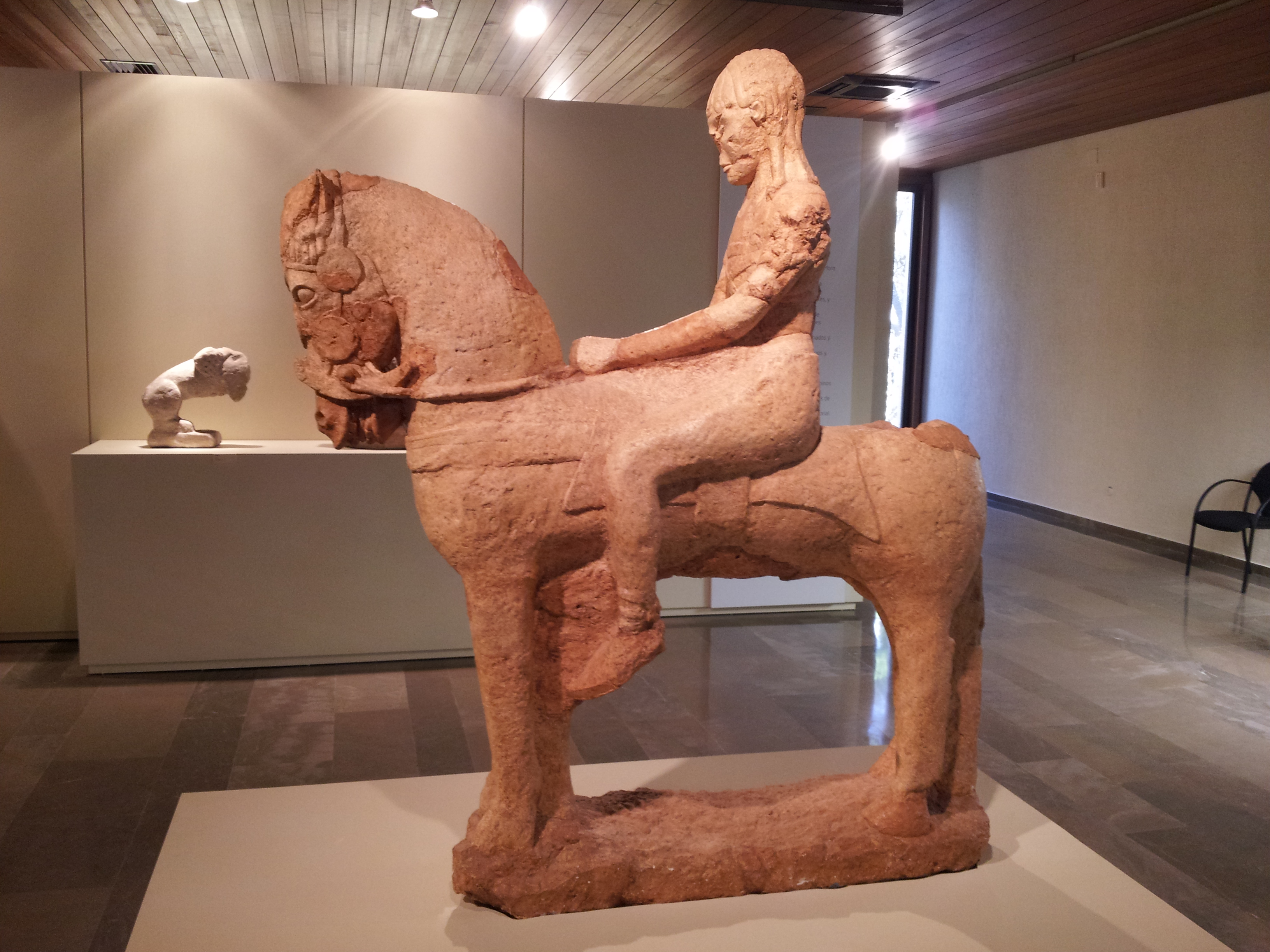
Genet trobat a Los Villares
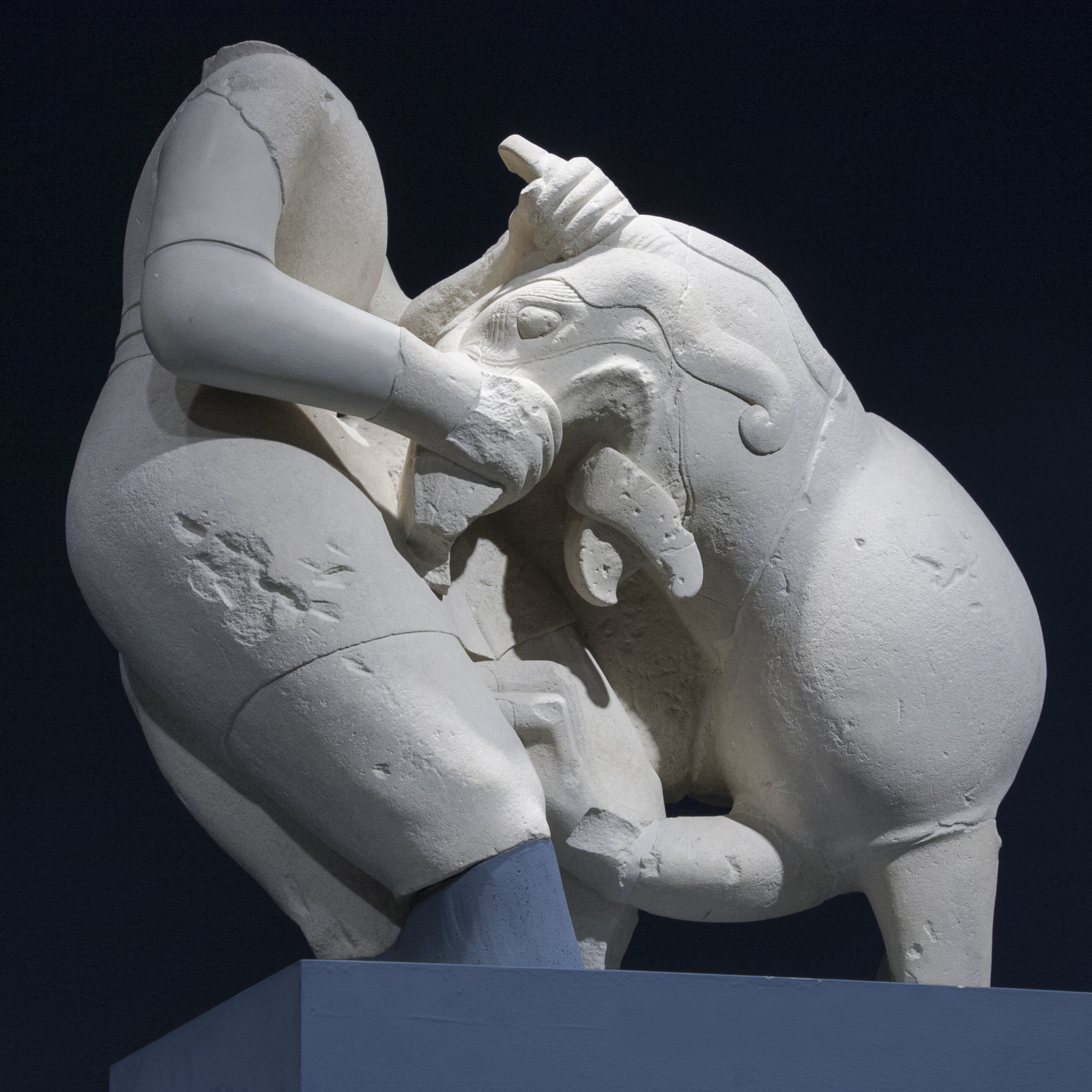
Home lluitant amb un griu (Porcuna)

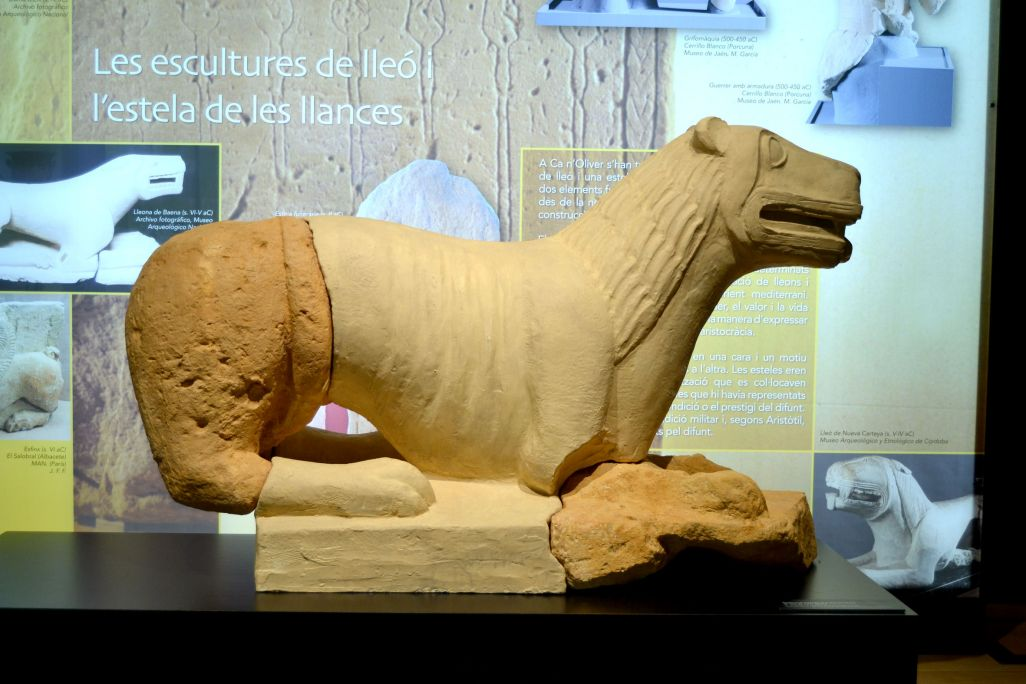
Lleó de Ca n'Oliver
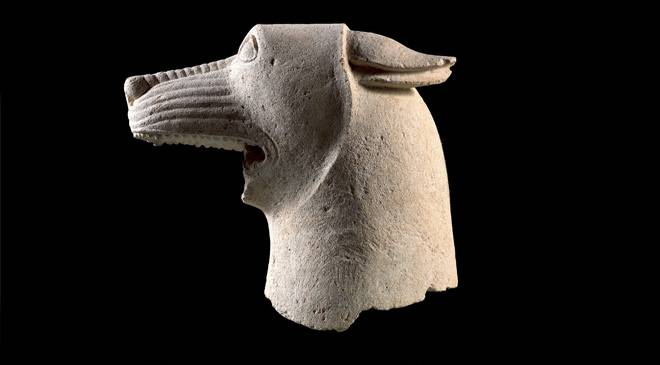
El Llop del Pajarillo
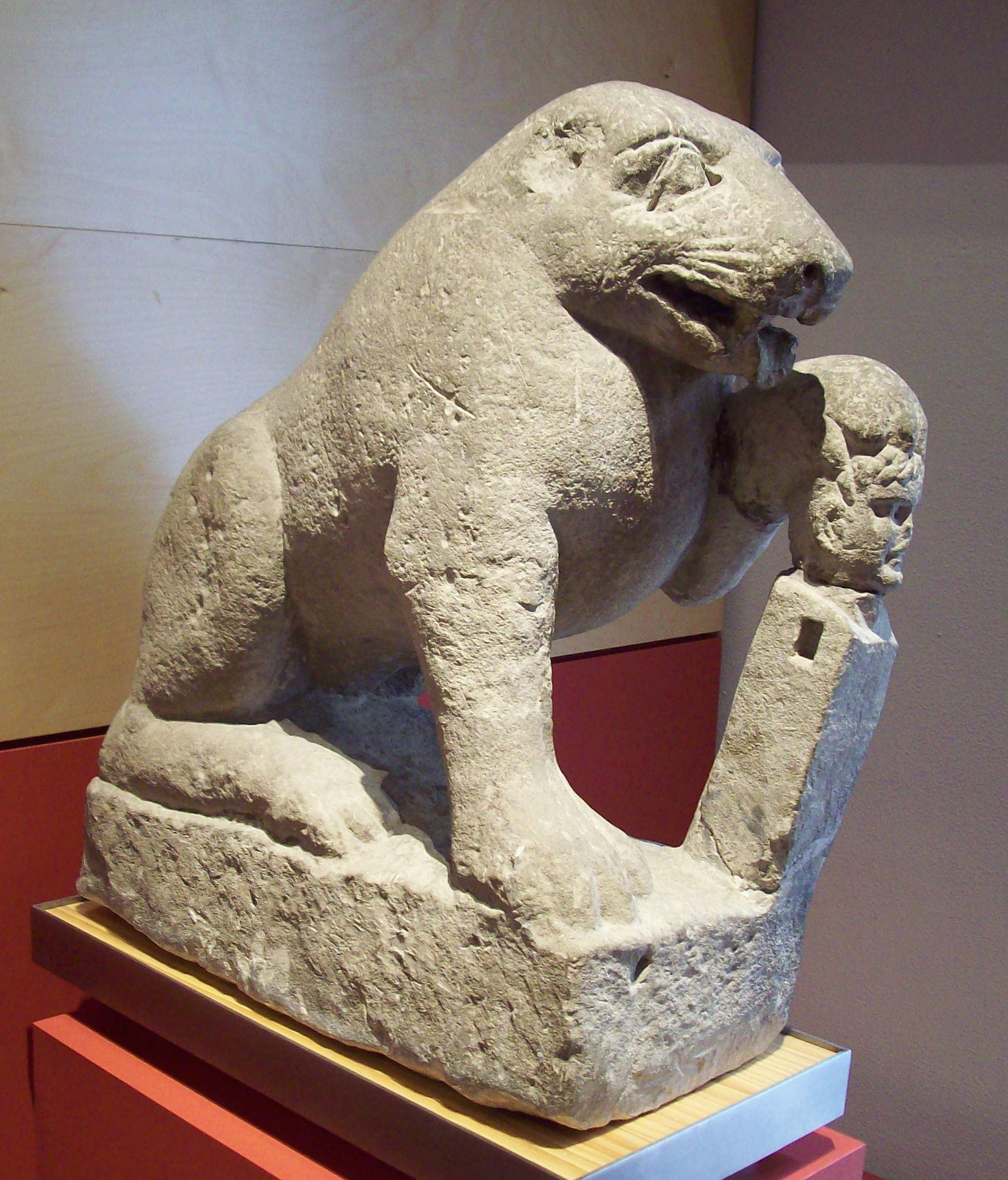
L'Os de Porcuna
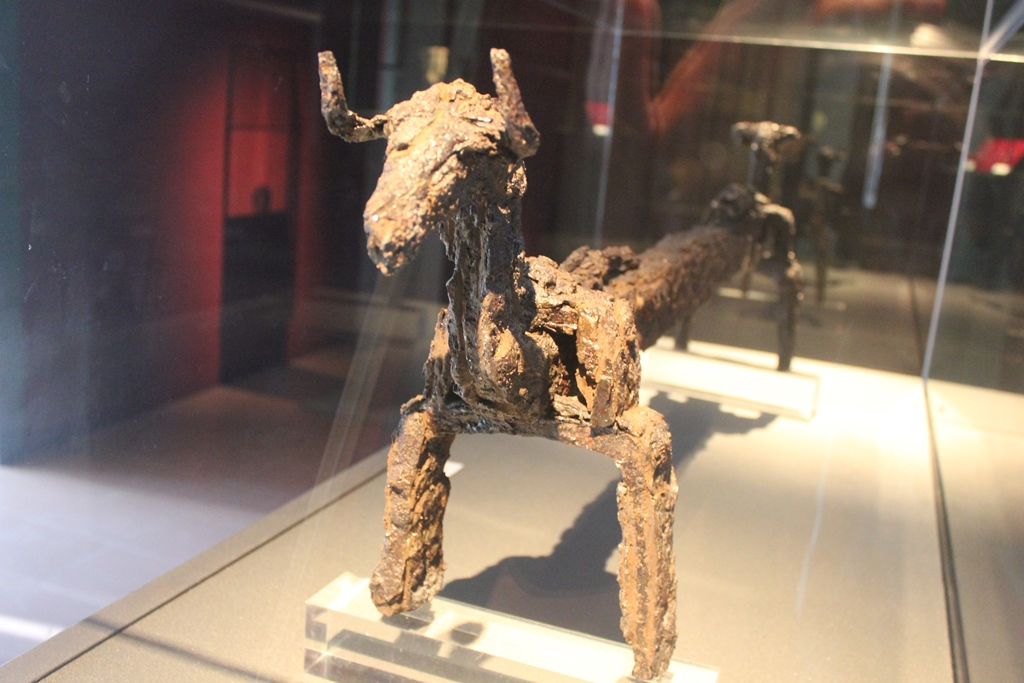
Capfoguer del Puig Castellar
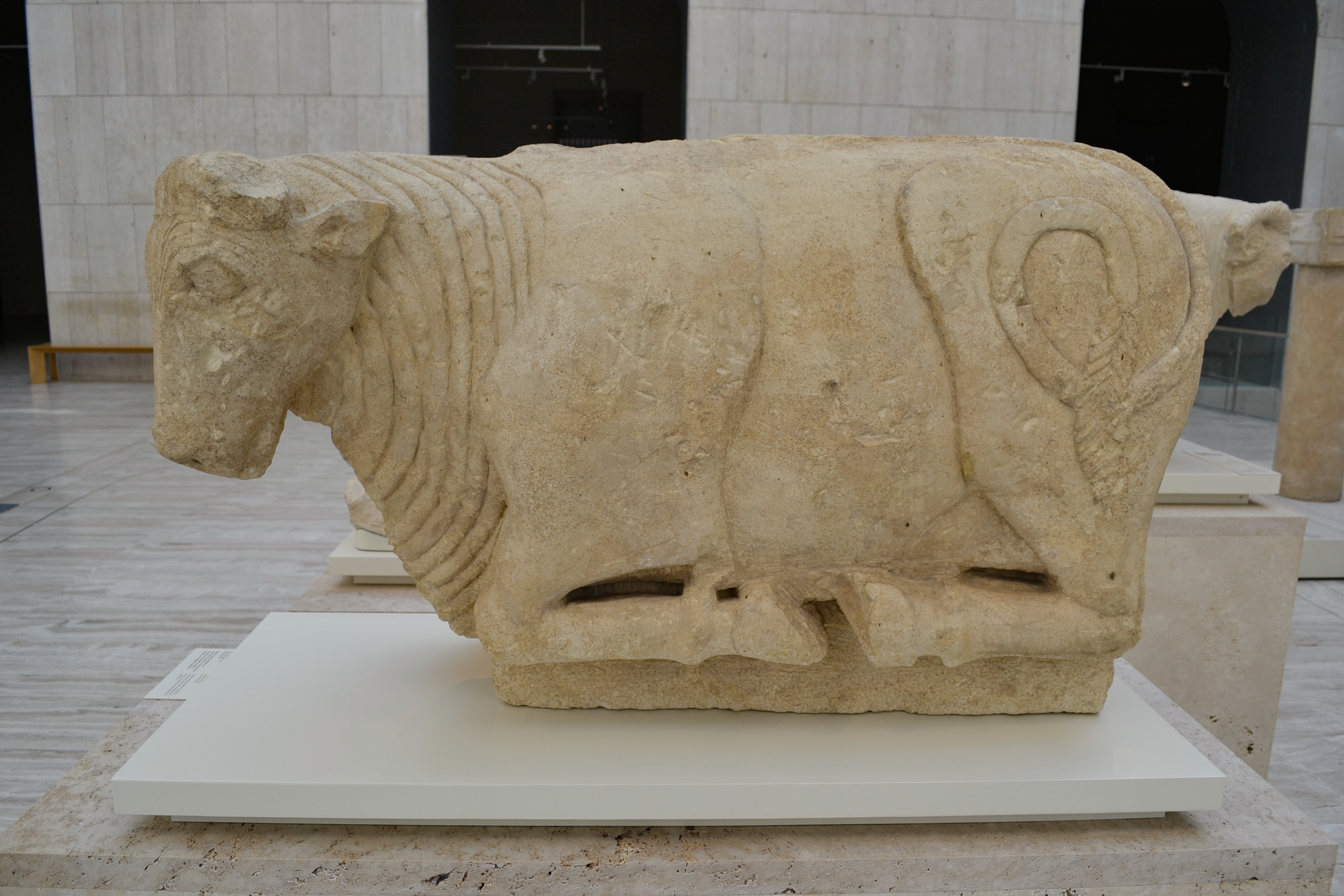
El Toro d'Osuna
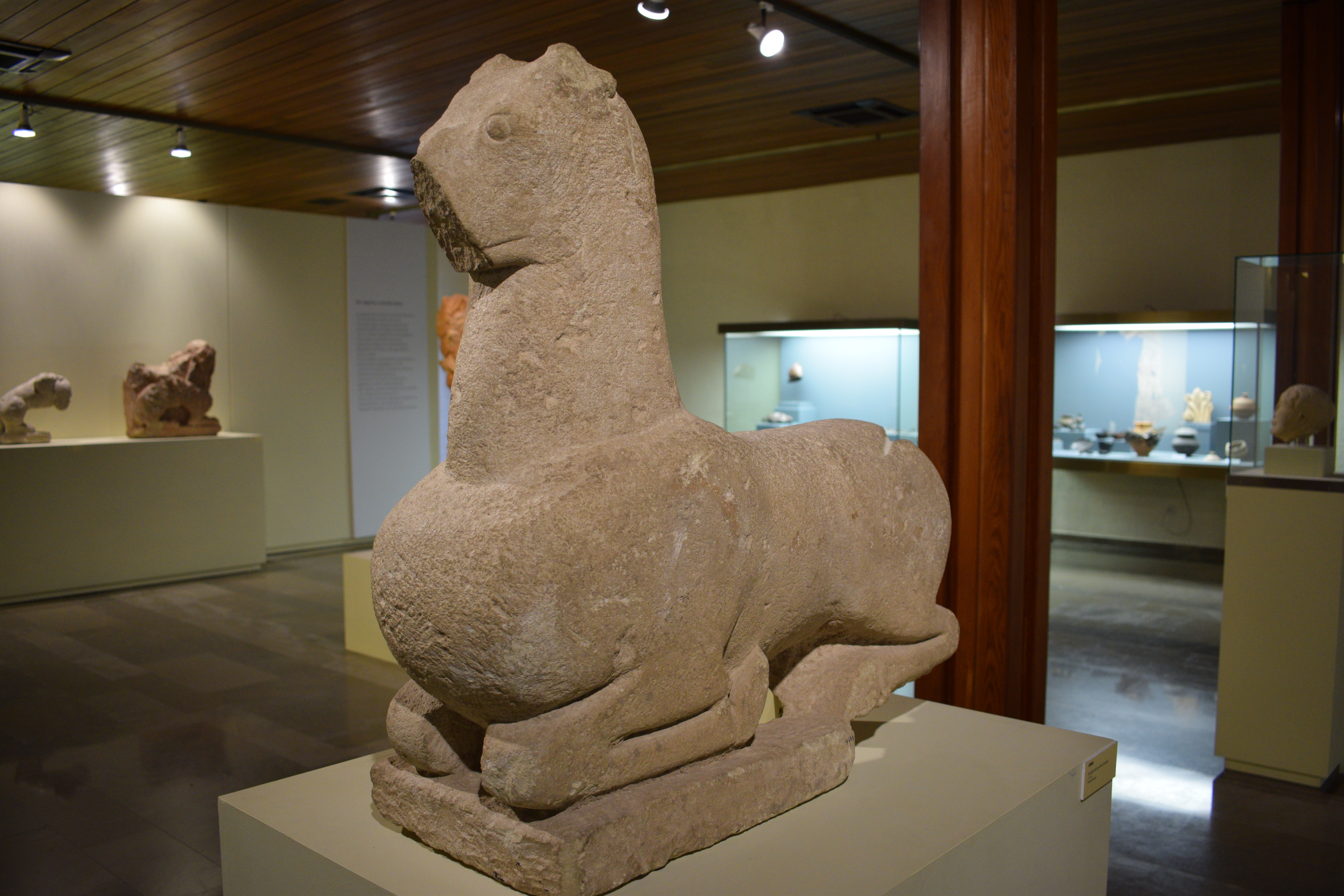
La Cérvola de Cabdet

En l'orfebreria, destaca el Tresor de Xàbia, format per peces d'or i plata de delicada labor d'influència grega.

Orfebreria
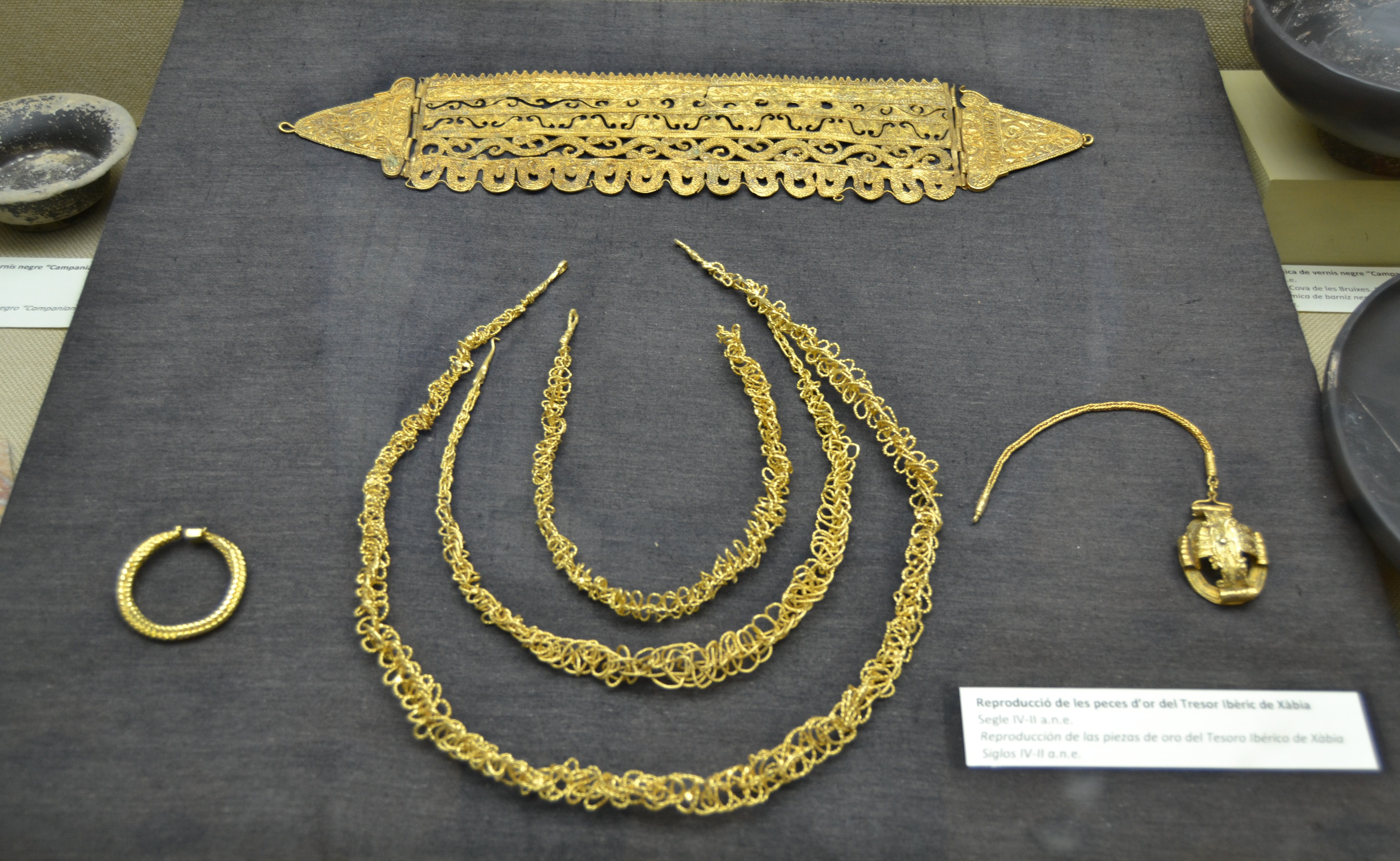
El Tresor de Xàbia
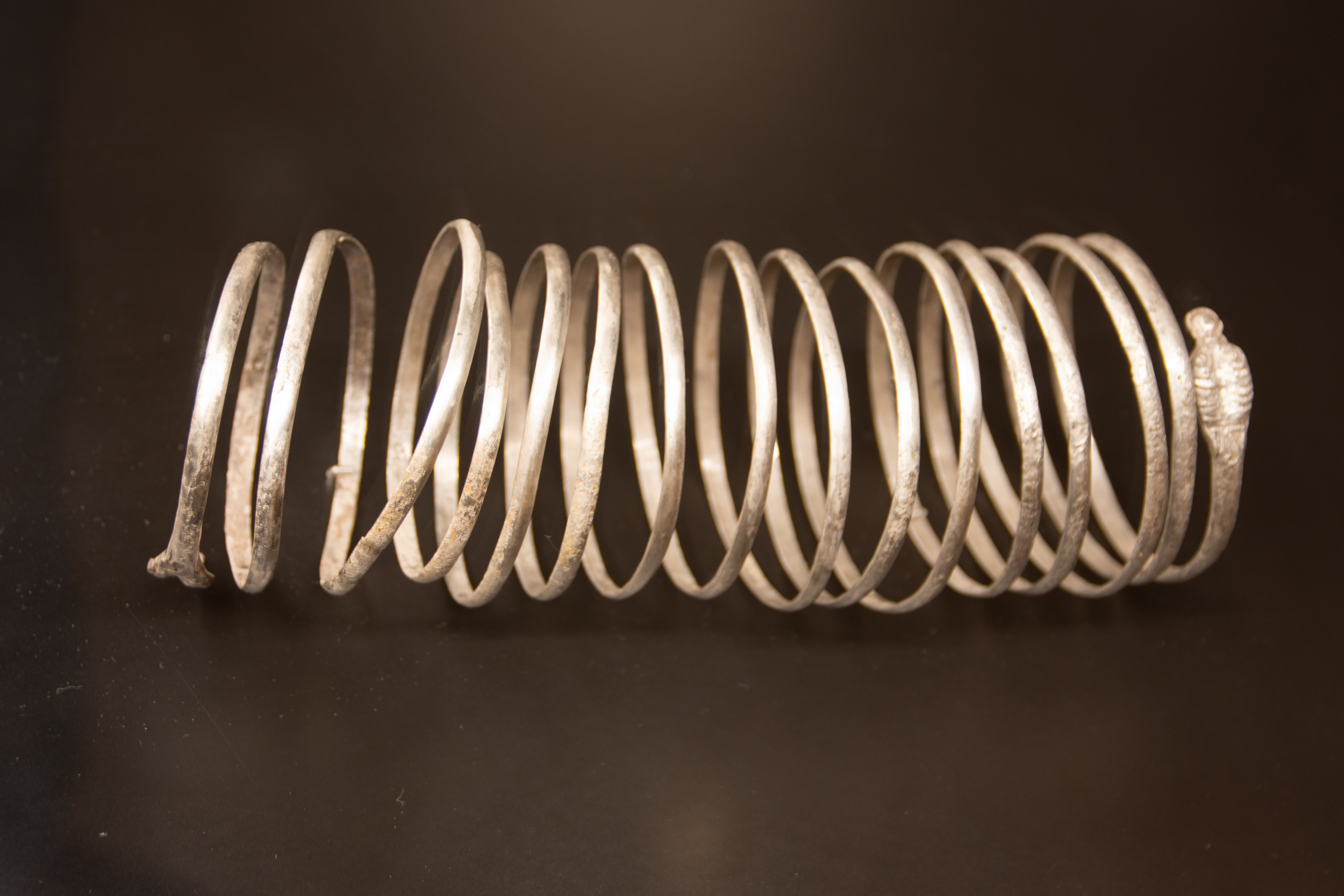
Braçalet de plata del Tresor de Tivissa
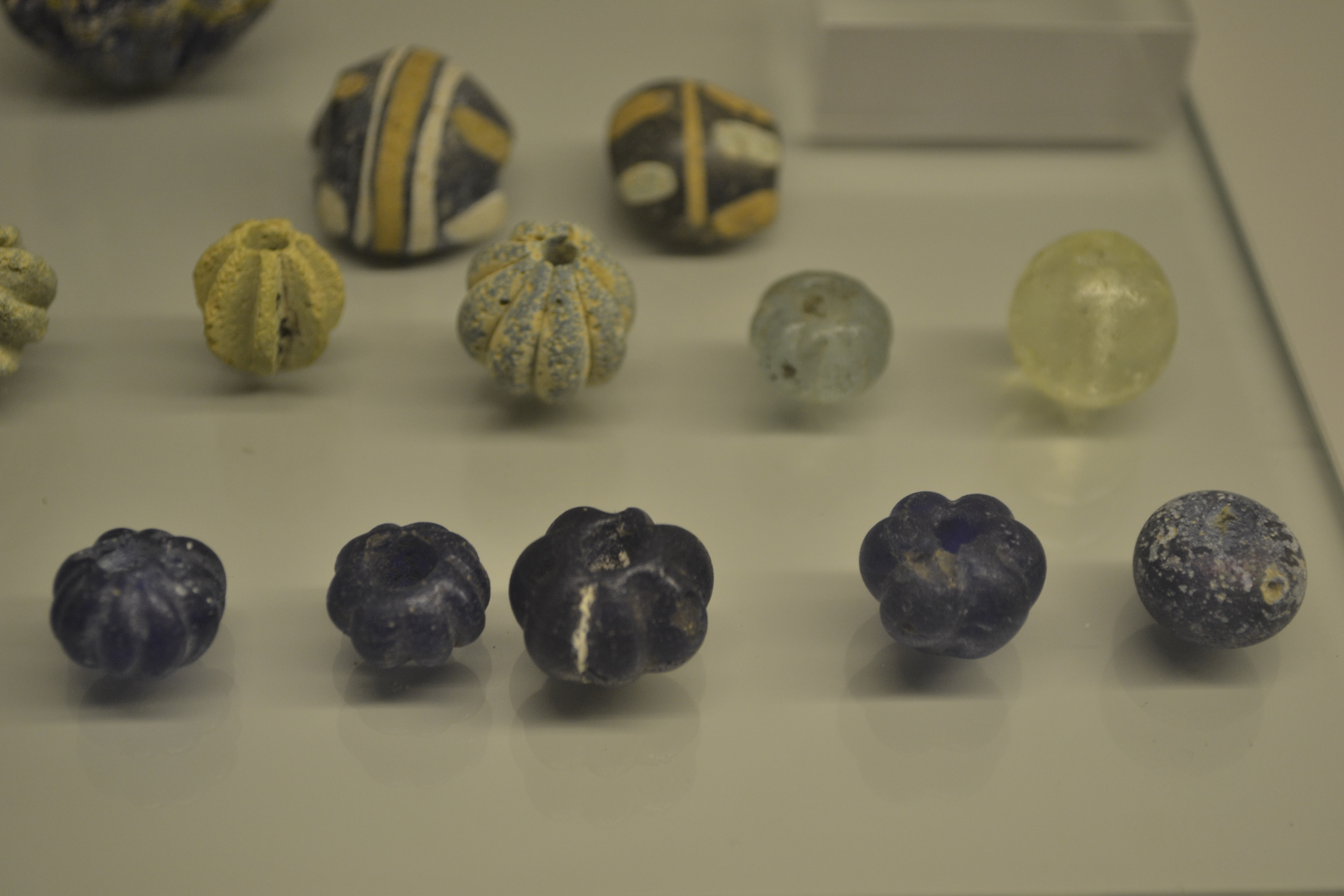
Penjolls i denes de pasta vítria al Museu de Prehistòria de València
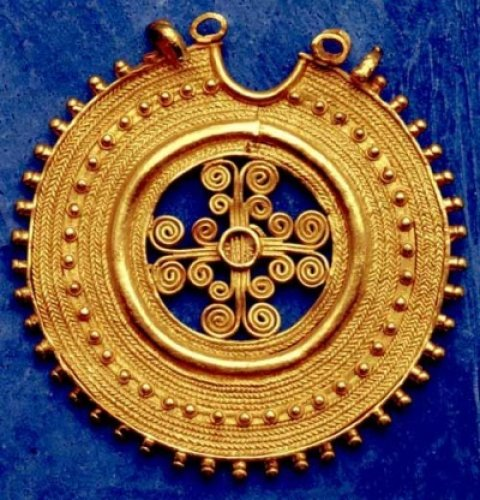
Arracada de la Condomina
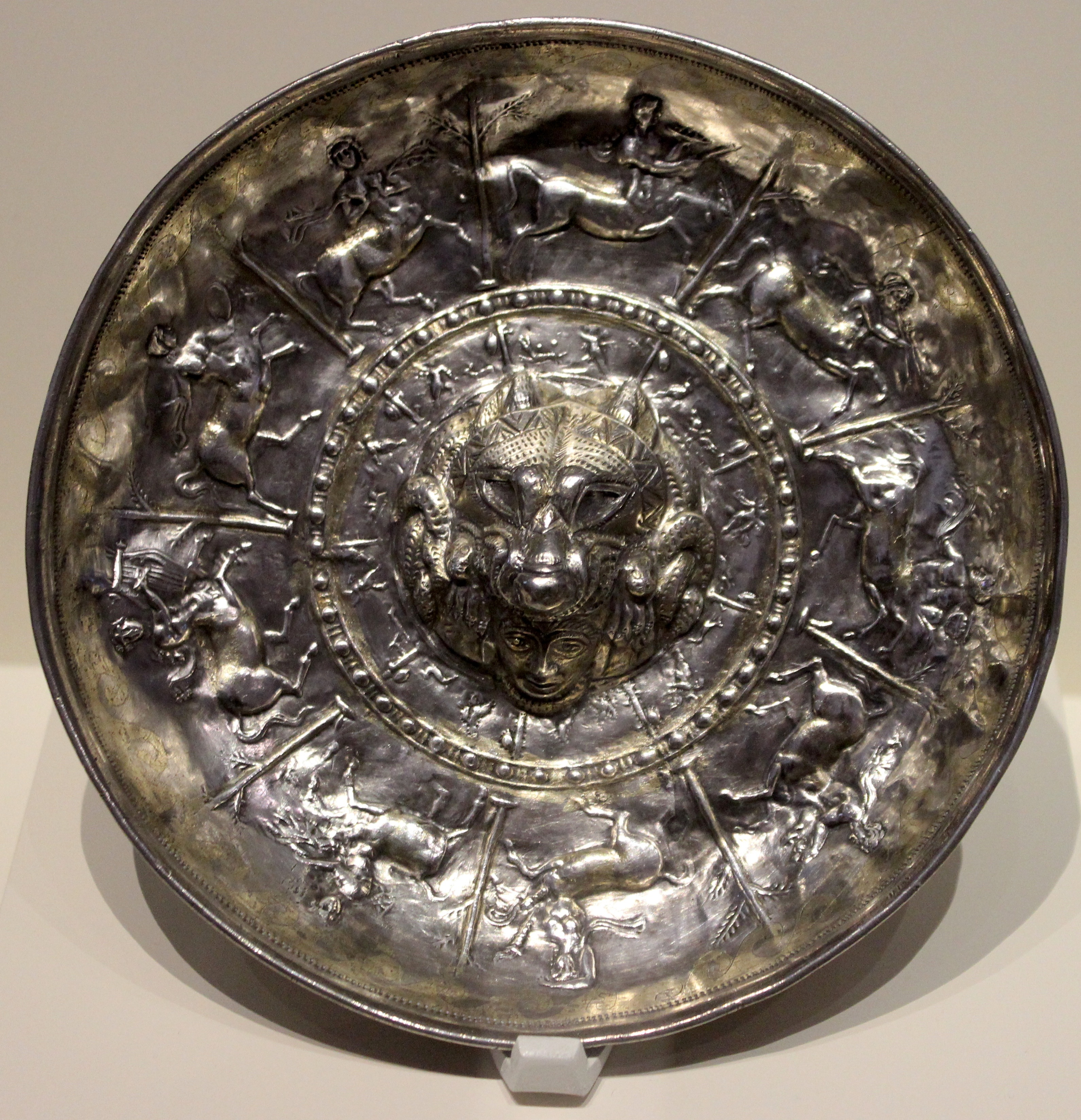
Pàtera de Santisteban
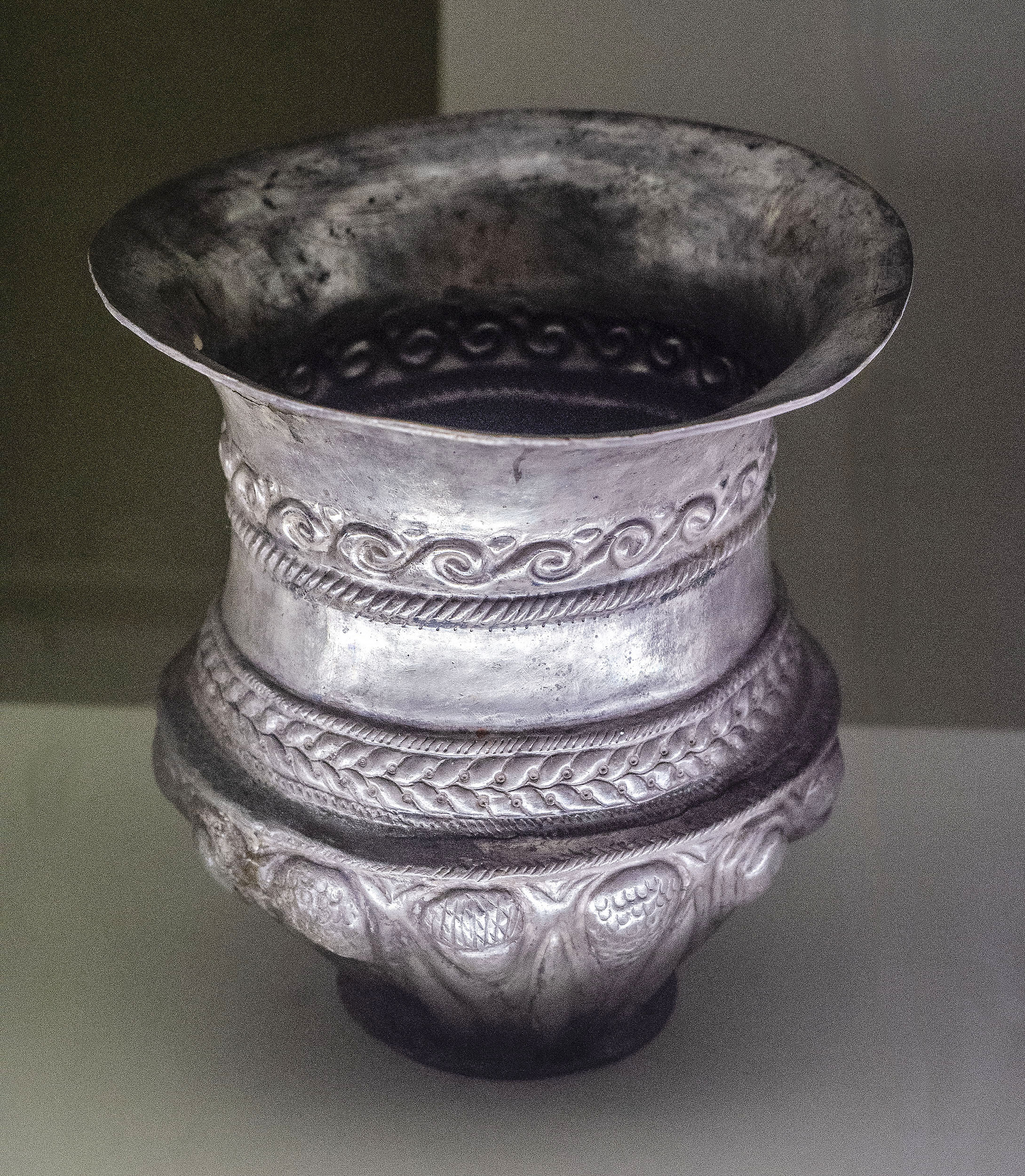
Copa de plata del Tresor de Tivissa

## Poblats i jaciments
Els poblats ibers dominaven els terrenys i camins del voltant i estaven envoltats de muralles i torres, aixecades directament sobre el terreny, amb unes primeres fileres de pedres de mida molt gran, sense fonaments.
Els habitatges es construïen amb parets de fang aixecades sobre unes primeres filades de pedra, sense fonament. La coberta era de branques i fang.
En els poblats existien places i eren d'ús comú, així com edificis públics com temples. Hi havia també forns per al pa o la ceràmica, cisternes d'aigua o les basses per a les escombraries. Això suggeria una organització estructurada i que seguia una certa jerarquia social.

### Jaciments a Catalunya
Actualment, hi ha a Catalunya diversos jaciments oberts al públic:
- Comarques gironines:
  - Ciutat ibèrica d'Ullastret
  - Poblat ibèric de la Punta del Castell (Palamós)
  - Puig Castellet (Lloret de Mar)
- Osona:
  - Poblat ibèric de l'Esquerda (Roda de Ter)
  - El Casol de Puigcastellet (Folgueroles)
  - Muralles de Montgròs (El Brull)
- Ponent:
  - Ciutat ibèrica del Molí d'Espígol (Tornabous)
  - Poblat fortificat o fortalesa dels Vilars (Arbeca)
- Àmbit metropolità de Barcelona:
  - Poblat ibèric del Puig Castellar (Santa Coloma de Gramenet)
  - Turó d'en Boscà (Badalona)
  - Poblat ibèric de les Maleses (Montcada i Reixac)
  - Poblat ibèric de Ca n'Oliver (Cerdanyola del Vallès)
- Penedès:
  - Conjunt monumental d'Olèrdola
  - Fondo d'en Roig (Cunit)
  - Ciutadella de les Toixoneres (Calafell)
  - Darró (Vilanova i la Geltrú)
- Terres de l'Ebre:
  - El Castellet de Banyoles (Tivissa)
  - Poblat ibèric de la Moleta del Remei (Alcanar)

Altres jaciments:
- Poblat ibèric de Sant Sebastià de la Guarda (Palafrugell)
- Poblat ibèric de Burriac (Cabrera de Mar)
- Poblat ibèric de la Cadira del Bisbe (Premià de Dalt)
- La Torre Roja (Caldes de Montbui)
- Poblat ibèric de Can Fatjó (Rubí)
- Gebut (Soses)
- El Pla de Santa Bàrbara (Montblanc)

### Jaciments al País Valencià
- Comarques del Nord:
  - Puig de la Misericòrdia i torre de defensa del Perengil (Vinaròs)
  - Puig de la Nau (Benicarló)
  - El Torrelló de Boverot
  - El Solaig (Betxí)
- Vall de Cofrents
  - El Castellar de Meca (Aiora)
- Comarques Centrals:
  - El Castell del Castellar (Oliva)
  - La Bastida de les Alcusses i el Corral de Saus a Moixent
  - La Covalta (Albaida)
  - Benimaquia i Pic de l'Àguila a Dénia
  - El Xarpolar (Margarida)
  - El Tossal de la Cala (Benidorm)
  - Les Jovades (Cocentaina)
  - El Pic Negre (Cocentaina)
  - La Serreta i El Puig a Alcoi
- Regió d'Alacant:
  - Illeta dels Banyets (El Campello)
  - Lucèntum (Tossal de Manises, l'Albufereta, Alacant)
  - El Camp de l'Escultor (Agost)
  - El Puntal de Salines
  - El Monastil d'Elda
  - La Penya Negra i el Castellà Colorat a Crevillent
  - L'Alcúdia d'Elx
- Baix Segura:
  - L'Oral i L'Escuera, a Sant Fulgenci
  - Cabezo Lucero a Rojals i Guardamar